# École des arts industriels et des mines
Vous lisez un « article de qualité » labellisé en 2013.
Pour un article plus général, voir École centrale de Lille.
L'École des arts industriels et des mines est la dénomination sous le Second Empire de l'école publique de formation d'ingénieurs civils à Lille, créée en 1854 pour répondre aux besoins de l'industrie du Nord de la France.
Elle succède aux chaires municipales de physique expérimentale, de chimie appliquée aux arts industriels et de mécanique créées respectivement en 1817, 1822 et 1826, sur la base de l'enseignement des sciences et techniques systématisé à Lille depuis 1795.
L'école assure initialement un enseignement professionnel de type arts et métiers. À la suite d'une réforme des études en 1860, la formation se transforme en enseignement supérieur industriel sur le modèle de l'École centrale des arts et manufactures ; les élèves-ingénieurs sont alors recrutés au niveau du baccalauréat et l'école délivre un diplôme d'ingénieur industriel. Les principaux domaines de formation des deux premières années d'études et de la troisième année optionnelle sont la construction des machines, la filature et le tissage, la chimie et la métallurgie, ainsi que l'exploitation des mines.
Après la guerre franco-allemande de 1870 et la chute de l'Empire, une réforme des études conduit à l'établissement de l'Institut industriel du Nord dans les locaux de l'école, rue du Lombard à Lille, en 1872. Son héritière au XXIe siècle est l’École centrale de Lille.

## Histoire

### Contexte des sciences et techniques à Lille de 1795 à 1854
L'histoire de l'École des arts industriels et des mines est intrinsèquement liée aux besoins de techniciens pour soutenir la croissance de l'industrie dans le Nord de la France et la mise en œuvre des nouveaux procédés à l'aube de la révolution industrielle. Cette période est caractérisée par le passage d'une société d'ordres à dominante agricole centrée sur les productions de subsistance alimentaire et dirigée par une aristocratie foncière à une société de marchandisation industrielle menée par une bourgeoisie commerçante urbaine avec des « paysans pluriactifs qui soutiennent l'essor économique ».
Au milieu du XVIIIe siècle en France, l’espérance de vie à la naissance « ne dépassait pas 25 ans. Elle atteint 30 ans à la fin du siècle, puis fait un bond à 37 ans en 1810 en partie grâce à la vaccination contre la variole. La hausse se poursuit à un rythme lent pendant le XIXe siècle, pour atteindre 45 ans en 1900. » L'espérance de vie à 25 ans passe de 32 ans en 1740 à 40 ans en 1870. Mis à part les épisodes de surmortalité due aux guerres napoléoniennes prolongeant les guerres de la Révolution française contre les monarchies européennes anti-républicaines (1792-1815) et due à la guerre franco-prussienne (1870-1871), la France a effectué paisiblement sa transition démographique à partir de 1750 avec une baisse décisive simultanée de la mortalité infantile et de la fécondité, parallèlement à la naissance d’un nouvel ordre institutionnel et juridique dans un contexte de profondes transformations économiques et sociales, face à l'explosion démographique galopante des pays émergents tels que la Grande-Bretagne et les Pays-Bas, puis les États-Unis d'Amérique et les états allemands. L'essor des échanges économiques mondiaux et l'industrialisation sont concomitants à une amélioration de la longévité et des conditions de vie matérielle d'une partie de la population européenne, qui encourage l'investissement, l'éducation et la diffusion des innovations techniques.
C'est au milieu du XIXe siècle qu'apparait la figure de l'ingénieur industriel, dont le statut social repose sur sa formation aux sciences appliquées aux arts industriels mais sans que cela en fasse une profession aux contours bien définis, associé à l'entrepreneur, successeur des artisans habiles et techniciens innovateurs qui, par des approches empiriques, ont fait surgir le monde industriel moderne à la fin du XVIIIe siècle, avec une accélération de l'essor économique après l'avènement de la Deuxième République (1848) évoluant en Second Empire (1852).

#### Innovations techniques pour augmenter la productivité par la mécanisation de l'industrie textile
L'artisanat textile est le principal complément à l'activité agricole et à l'élevage. Fin du XVIIIe siècle, la mécanisation de la production textile cotonnière est déjà bien amorcée : 263 métiers de type Jeannette (c'est-à-dire de machines de filage simultané multi-broches assurant la torsion du fil selon le modèle spinning-jenny) sont actifs dans des ateliers de l’arrondissement de Lille en 1783 en remplacement progressif des rouets de filage domestique.
Caractéristique de la proto-industrialisation légalisée par arrêté royal en 1762, libéralisant la production textile à bas coût en permettant de contourner le monopole pluri-séculaire des corporations urbaines pour la fixation des prix, ce filage domestique organisé par des négociants est une activité rurale saisonnière pratiquée avec des familles de paysans vivant d’agriculture de subsistance sous contrat de fermage ou métayage, associée à des artisans tisserands travaillant à façon. Tirant parti d'une main d’œuvre agricole sous-employée en hiver, cette sous-traitance manufacturière éparpillée dans les campagnes se maintient jusqu'à la crise de 1846-1848 où son activité s'écroule, déclenchant l'exode rural vers les centres urbains ; elle persiste marginalement jusqu'aux dernières décennies du XIXe siècle, absorbant les fluctuations de la croissance de l'industrie mécanisée. Ainsi, dans les interstices du calendrier cyclique agricole et d'une tradition drapière active depuis le XIe siècle, la paysannerie contribue à la production artisanale de biens manufacturés destinés au marché extra-local : dans la région de Lille, l'artisanat textile rural des fibres de laine de mouton de Flandre et de lin cultivé localement précède l'industrie cotonnière.
La masse des petits « paysans parcellaires » fournit la main d'œuvre saisonnière indispensable aux grandes fermes commerciales. Pour assurer la survie de leur exploitation familiale, les paysans propriétaires de parcelles de petite taille sont aussi journaliers ou ouvriers ou artisans, témoignant de la pluriactivité généralisée en France, y compris dans les zones de grandes cultures agricoles à fort rendement du Bassin parisien, notamment la Beauce et la Picardie, et dans les zones de petites et moyennes propriétés, telles que l'Artois et la plaine de Flandre, toutes orientées vers les productions commerciales ravitaillant les centres urbains et qui sont pionnières de la modernisation de l'agriculture, avec le perfectionnement des assolements sous le Premier Empire, l'évolution des outils et des techniques de coupe et de battage du grain pour lesquels le métal tend à remplacer le bois et, à partir du Second Empire, l'utilisation des engrais chimiques, les locomobiles agricoles Brissonneau et Lotz dès 1849, les premiers essais de labourage avec une charrue tractée par une locomobile à vapeur en 1857, le développement de machines batteuses à manège mues par des animaux, inventées par Célestin Gérard en 1853 et sa Société française de Vierzon, perfectionnées en moissonneuses-batteuses en 1866, qui réduiront ultérieurement le besoin en main d'œuvre agricole.
Dans le cadre de cette économie proto-industrielle du XVIIIe siècle débordant sur le XIXe siècle, basée sur une nébuleuse d'ateliers dispersés, de pluriactivité et de travaux à domicile, de fermes-ateliers, de réseaux de sous-traitance de paysans-artisans et petits entrepreneurs, « la qualification s'acquiert pour l'essentiel à l'atelier, « sur le tas » ou auprès d'un maître. »
L'usine, au sens moderne, est alors quasi inexistante ; la trentaine de manufactures royales mises en place en France par Colbert à partir de 1663, telles que la manufacture royale de glaces de miroirs de Saint Gobain, la manufacture de porcelaine de Sèvres, la manufacture de tapisserie des Gobelins, la manufacture de draps des Rames, les manufactures d'armes de Charleville et de Saint-Étienne, les manufactures des tabacs, rassemblant des centaines de travailleurs manuels, restent longtemps des exceptions en Europe. Certes, dès le XVIIe siècle, l'innovation lainière en France avait permis de mettre en production des métiers mécaniques de tricotage de la laine en remplacement du tricotage manuel à l'aiguille, notamment pour la manufacture de bas et bonnets. Mais « l'introduction de la mécanique substituée au travail exclusivement manuel provoqua une crise et souleva des protestations (...) Le gouvernement se sentit obligé de faire rendre un arrêt du Conseil (30 mars 1700) qui limitait expressément à Paris et à 17 villes privilégiées l'emploi des métiers. »
L’expansion des marchés de consommation de produits manufacturés (textile, quincaillerie, céramique et verrerie) est favorisée par l'amélioration des réseaux routiers, des canaux de navigation et des ports et les progrès des moyens de transport maritime depuis le XVIIe siècle, le coût des transports étant longtemps très élevé à l'intérieur du territoire français. Jusqu'au XVIIIe siècle, le drap et le vêtement européens sont principalement d'étoffes en fibres de laine ou lin, éventuellement associées au cuir et aux fourrures. La mode des cotonnades, légères, multicolores, se lavant facilement en conservant leurs couleurs et plus confortables que les délicats lainages ou le lin jaune rugueux ou les coûteux tissus de soie, incite à renouveler plus fréquemment les garde-robes : un marché considérable se développe, qui va être à l’origine de l’industrie moderne du coton et va bouleverser l'économie du textile européen.
L'histoire des indiennes de coton en Europe témoigne de la très forte demande de tissus de coton colorés, tels que la toile de Jouy, mettant en œuvre les premiers procédés d'impression sur tissus de coton blanc initialement importés du sous-continent indien via le Levant ou via la Compagnie française des Indes orientales, d'abord avec un premier atelier de teinture d'indiennes à Marseille dès 1648, puis avec des manufacturiers-contrebandiers suisses dès 1690 et alsaciens tels que Dollfus en 1746, malgré les mesures protectionnistes en faveur des tisserands traditionnels de laine, lin, chanvre et soie de 1686 à 1759, enfin avec des fournisseurs officiels français tels que Oberkampf vers 1760. La mécanisation textile précoce et sans entrave réglementaire après 1759 est spécifique de la fibre nouvellement apparue, le coton brut, dont l'approvisionnement dans le Nord de la France à partir de 1740 bénéficie du développement d'importations coloniales via le port du Havre et de la façade maritime nord-européenne.
Dans la continuité d'une politique maritime, commerciale et coloniale d’envergure initiée en 1624 par Richelieu et Louis XIII puis développée par Colbert et Louis XIV, Bougainville effectue un tour du monde maritime commercial et scientifique au nom du roi de France Louis XV de 1767 à 1769, en compétition avec l'anglais Cook de 1768 à 1779 et suivi par le français La Pérouse de 1785 à 1788. À la veille de la Révolution française, la France a un PNB 2,3 fois supérieur à celui du Royaume Uni et une population trois fois plus nombreuse. Cependant, avec l'écroulement de la puissance espagnole après la guerre de Trente Ans et la révolte des Pays-Bas, « la Royal Navy, à qui ses victoires sur les Pays-Bas au XVIIe siècle avaient donné une énorme impulsion, devint au siècle suivant la seule marine de guerre capable d'opérations dans le monde entier. Et comme, entre 1688 et 1815, le PNB de l'Angleterre avait triplé, que le pays était progressivement devenu le 'workshop of the world' (l'atelier du monde), la flotte bénéficia de ressources financières considérables. » La politique impérialiste britannique, assurée par la conquête militaire et l'assujettissement de vastes territoires où est imposé un mercantilisme colonial, est soutenue par la Royal Navy visant la supériorité navale et la guerre maritime pour assoir son hégémonie commerciale, contrôler le commerce mondial des marchandises et assurer son approvisionnement exclusif en matières premières importées telles que le bois, le coton, la laine, le tabac, le sucre de canne, les céréales, les épices, les colorants et les minerais, sans lesquelles la croissance économique britannique n'est pas soutenable. Elle est tardivement contrée par la stratégie française de développement d'une flotte maritime militaire permanente (remplaçant la pratique française antérieure d'armer ponctuellement des navires civils réquisitionnés en temps de guerre) et de  ports-arsenaux, fonderies de canons et d’ancres, manufactures de voiles et corderies, formant d'abord une force secondaire par rapport au développement gigantesque des flottes hollandaises et anglaises au XVIIe siècle, puis constituant l’élément le plus développé et le plus perfectionné des bases industrielles du continent européen à la fin du XVIIIe siècle, formant les techniciens du génie maritime et d'architecture navale, portée par des Écoles royales d'hydrographie à Marseille, à Nantes, à Saint-Malo et au Havre à partir de 1666 et par une école de construction navale créée à Paris en 1748 par Duhamel du Monceau, assurant le développement de la marine française sous Louis XV et Louis XVI, la seule à même de pouvoir affronter la Royal Navy, sans négliger l'apport commercial de la guerre de courses menée par des corsaires armés par des villes telles que Dunkerque, Calais, Boulogne, Cherbourg et Saint-Malo. À l'issue de la guerre de Sept Ans (1756-1763), la France perd néanmoins l'essentiel de son premier empire colonial : la Nouvelle-France et l'Inde française sont accaparées par les britanniques, mais les Antilles françaises (Saint-Domingue, Guadeloupe et Martinique) sont préservées avec leur agriculture de plantations de canne à sucre, café et coton financées par des négociants négriers métropolitains jusqu'à la Révolution haïtienne, initiée en 1791 par la révolte des esclaves conduisant à l'indépendance de Saint-Domingue en 1804. Mis à part le flux commercial pluri-séculaire avec le Levant via Marseille et avec les Indes orientales, les Antilles françaises étaient la première source d'importation de coton brut en Europe (depuis l'introduction des premiers plants de coton sur l'île de Saint-Domingue par les colons français vers 1740) avant d'être supplantées au début du XIXe siècle par les colonies américaines que la France avait aidées à s'émanciper de la tutelle britannique en 1778 conduisant à la révolution américaine, tandis que les réfugiés français de Saint-Domingue en Amérique y forgent la culture du coton aux États-Unis. La liberté de navigation en Amériques, Caraïbes et Indes orientales est préservée grâce à l'action de la Marine royale opposée aux tentatives hégémoniques de la Royal Navy, ce qui aboutit au traité de Versailles (1783). Mais la bataille d'Aboukir (1798) et la bataille de Trafalgar (1805) confortent la suprématie britannique sur les mers. Le blocus des côtes françaises par la Royal Navy achève de ruiner le commerce colonial du pays face au commerce britannique qui conquiert les marchés lointains (Asie, Afrique, Amérique latine) par la diplomatie de la canonnière. La France met alors en place le blocus continental de 1806 à 1814 qui protège les entrepreneurs du continent européen dans un vaste marché intérieur francophile. « La prohibition des marchandises britanniques a facilité l'essor de la métallurgie et de l'industrie textile ou encore du sucre de betterave pour remplacer le sucre de canne colonial, depuis la Belgique jusqu'à l'Italie du Nord. La paix revenue, les gouvernements européens ont dû adopter des tarifs (douaniers) élevés pour assurer la survie de ces nouvelles branches d'activité face à la concurrence britannique. » Le protectionnisme douanier sera d'application jusqu'en 1860. Alors que « jusqu'à la fin du XVIIIe siècle, les échanges intercontinentaux restaient pour l'essentiel limités à des produits de luxe, d'un volume modeste, tels que les épices d'Insulinde, le sucre des Antilles ou les étoffes des Indes », après 1815 le commerce international se généralise à « la majorité des productions humaines, depuis les produits de l'industrie manufacturière en pleine expansion, symbolisée par les cotonnades de Manchester, jusqu'aux matières premières indispensables aux progrès de l'industrie et aux produits alimentaires les plus essentiels comme le blé ». Le décollage industriel textile britannique a lieu entre 1780 et 1820, c'est-à-dire approximativement pendant la guerre européenne que la monarchie anglaise a catalysée, tandis que l'inflexion de la croissance économique sur le continent date des années 1830. « Le commerce du coton donnait toute sa prééminence, dans les années 1830, au port du Havre, dont le trafic était soutenu par l'expansion industrielle de son arrière-pays. (...) Cependant la mutation s'était produite depuis, avec la substitution du principal producteur, les États-Unis, au marché antillais, fournisseur quasi unique en 1789. » Les Américains inondent le marché mondial du coton. En 1824, les importations de cotons américains par grands ports d'Europe se répartissent en 51 % pour Liverpool, 16 % pour Le Havre, 10 % pour Marseille, 7 % pour Londres, 5 % pour Glasgow et quelques pourcents pour chacun des autres ports. Parallèlement, face à l'accroissement de la demande en tissus de laine, l'approvisionnement mondialisé se tourne principalement vers l'hémisphère sud (Argentine, Afrique du Sud, Australie) à partir de 1854 et marginalise progressivement les élevages de moutons nationaux.
Vers 1752, des techniques innovantes de cardage, filage et tissage sont mises en œuvre à Rouen par John Holker, avec le soutien de Daniel-Charles Trudaine, intendant des finances. Fondateur du Bureau des dessinateurs du Roi en 1747 (devenu École royale des ponts et chaussées en 1775) et continuateur d'un programme de construction d'un réseau de voies navigables dans le Nord et l'Est de la France et de 3 000 km de routes (la chaussée maçonnée est inventée par Pierre Trésaguet vers 1760, suivie par le revêtement routier de Jean-Rodolphe Perronet et John Loudon McAdam), Trudaine encourage la diffusion des procédés techniques et des machines nouvelles et soutient la mécanisation de l’industrie par des primes d'innovation et des subventions, ce rôle étant dévolu à partir de 1801 à la société d'encouragement pour l'industrie nationale. L’abaissement des droits de douane par le traité de commerce Eden-Rayneval de 1786 qui ouvre le marché national aux importations de produits manufacturés anglais encourage à la modernisation rapide de l'industrie ; mais la conséquence de ce traité, à savoir une baisse considérable des prix de vente, est considérée comme un désastre par les industriels textiles français protectionnistes, qui forment ultérieurement l'Association pour la défense du travail national menée par Auguste Mimerel pour lutter contre le libre-échange. Les savoir-faire novateurs dans l'industrie textile sont le fait de britanniques qui jouent un rôle précurseur dans la diffusion des nouvelles techniques mécaniques pour augmenter la productivité et la qualité de la production, l'Angleterre ayant eu spécifiquement à surmonter le coût élevé de sa main d'œuvre sur le marché des cotonnades en rapide expansion et devant répondre « à l'efficacité et au bon marché des productions textiles indiennes du XVIIIe siècle ». La machine de filage multi-broches de type spinning-jenny, inventée par Thomas Highs et James Hargreaves en 1764-1765, est importée par John Holker Jr et introduite à Rouen et Sens en 1771 ; c'est à Rouen et Amiens que les premiers métiers mécaniques français sont construits en 1773. Les gains de productivité font baisser les prix et accroissent la demande solvable. Le nombre de métiers mécaniques installés en France croit fortement à partir de 1786, se répandant à partir de la Normandie, de la Picardie et des Flandres.
Le recours à l'énergie hydraulique et à la machine à vapeur va sonner le glas de l'artisanat textile.
La première filature mécanique-hydraulique de coton de France, la manufacture de l'Épine, est construite en 1784 au sud de Paris, à Itteville près d’Arpajon, par Jacques-François Martin, originaire d'Amiens, en s'inspirant de la filature à l'eau (water frame) de Richard Arkwright, mise en production industrielle en Angleterre en 1771.
La première filature à vapeur de France est la Société de la filature d'Orléans établie en 1787 par Thomas Foxlow et James Milne, originaires de Manchester, dont les machines de type Arkwright laminant et filant une bande continue de fibres cardées puis les machines de type mule-jenny construites dans leur atelier à Passy fonctionnent grâce à une machine à vapeur dérivée du modèle de la compagnie Boulton & Watt et installée par les frères Périer.
La puissance d'entrainement des mécaniques textiles par la force motrice hydraulique, puis par la machine à vapeur, permet d'accroître les dimensions des machines et induit une productivité décuplée qui ne peut pas être atteinte par les métiers manuels. Ceci initie la première étape de transition entre l'artisanat, art d'exécution par un individu hautement qualifié maîtrisant ses outils et procédés à échelle humaine, et la grande industrie du milieu du XIXe siècle où l'activité de conception des machines complexes et procédés multitâches à grande productivité est dé-corrélée de leur mise en œuvre par des équipes d'ouvriers, devenus pour la plupart exécutants sans qualification et sans autonomie, soumis au rythme des machines et des ordres de contremaîtres, permettant l'émergence des bureaux d'études, dessinateurs et ingénieurs.
Les petits métiers mécaniques diffusés dans tout le territoire depuis 1771 et principalement mus à bras, sont graduellement rendus obsolètes par l'installation de grandes mécaniques de type mule-jenny, mues par roue hydraulique ou par manège à chevaux et ultérieurement par la machine à vapeur, concentrant les investissements à rentabiliser, rassemblant des centaines d'ouvriers (hommes, femmes et enfants) en filatures et usines de production manufacturière mécanisée, notamment à Lille à partir de 1797 pour le coton, et après 1830 pour la laine à Roubaix, imposant l'exode rural et l'urbanisation avec banlieues ouvrières insalubres, légitimant le choix délibéré de l'industrialisation par l'impératif de compétitivité économique face à la concurrence étrangère, malgré les nuisances et les bouleversements induits des structures économiques et familiales, des paysages et des cadres juridiques et bancaires.
« Le préfet Dieudonné indique la présence de 3 500 mécaniques pour l’ensemble du département » du Nord de la France en l'An IX (1801), dont 2 561 jennys dans l'arrondissement de Lille. L'effet de la mécanisation est initialement limité hors de l'industrie du coton et de la laine car, en 1804, avec  794 872 habitants, le département comprend toujours plus de 140 000 rouets pour la filature manuelle du lin, cultivé localement ; dans l'arrondissement de Lille avec 226 519 habitants, pour le coton importé sont comptées « plus de 200 (machines à filer) mule-jenny, environ 30 (machines pour carder et filer) continues et plus de 2000 petites mécaniques » (les petites mécaniques spinning-jenny ont des dizaines de navettes-broches, les grandes mécaniques mule-jenny des centaines à des milliers de broches). En 1808, la grande manufacture de François Richard-Lenoir à Paris comprend 20 472 broches compris dans les 133 448 broches et 2 090 métiers à tisser en activité en région parisienne, tandis que dans le Nord de la France 61 fabriques utilisent 5 231 métiers.
Après l'invention par Claude Ballaloud de la décolleteuse pour l'industrie horlogère de Cluses en 1720, c'est à partir de 1751 qu'apparaissent en France les premières machines-outils, innovations radicales et moyens de production essentiels à la mécanique industrielle avec la machine à raboter le fer et la machine à aléser de Nicolas Focq. Suivent le tour à métaux de Jacques Vaucanson en 1760 et le tour à fileter les vis de Sénot en 1795. La machine à fileter est améliorée par Henry Maudslay en 1797. John Wilkinson achève en 1775 le premier tour à aléser qui permet notamment l’usinage des cylindres des machines à vapeur de James Watt. Les tours, fraiseuses et aléseuses font l'objet de perfectionnement successifs, notamment par Frédéric Japy qui invente la fabrication en série de pièces horlogères en 1777, tandis qu'Abraham-Louis Breguet et Louis Berthoud développent des mécanismes horlogers et des outils de grande précision. Le tour à chariot est inventé par James Fox en 1800. Les machines-outils sont nécessaires pour la réalisation de pièces métalliques pour métiers à filer et à tisser et pour la chaudronnerie de précision des machines à vapeur.
Mis à part les innovations françaises des machines outils, l'histoire de l'industrialisation de l'Europe du Nord-Ouest inclut la célébration, instrumentalisée par la Grande-Bretagne au travers des figures emblématiques de Richard Arkwright, James Watt et Henry Cort, de certains héros de la mécanisation de l'industrie textile utilisant des machines à vapeur produites grâce aux innovations métallurgiques, derniers maillons des recherches systématiques poursuivies par des générations de techniciens européens : la navette volante, qui augmente la capacité de tissage de pièces d'étoffe de grande largeur, introduite en France par son inventeur John Kay en 1747, la machine mécanique-hydraulique à filer water frame de Richard Arkwright en 1767 puis le métier à filer mécanique à dévidage et torsion automatique mule-jenny (spinning mule) pour le coton et la laine cardés inventé par Samuel Crompton en 1779, importé dès 1788 à Amiens par Spencer pour Morgan & Massey et à Brive et Melun par Philemon Pickford, en 1799 pour une autre version à Gand et Passy par Liévin Bauwens, à Verviers et Liège par William Cockerill, amélioré jusqu'à la version de métier à tisser à renvideur automatique (self-acting mule) brevetée par Richard Roberts en 1825 et produite par André Koechlin & Cie (l'ancêtre de la SACM et d'Alstom), la machine à tisser mécanique d'Edmond Cartwright datée de 1785-1787, le ruban perforé de programmation de Basile Bouchon et la carte perforée de Jean-Baptiste Falcon en 1728, suivis par la commande hydraulique de Jacques Vaucanson en 1755 conduisant au métier de Joseph Marie Jacquard de 1801 pour le tissage programmable semi-automatique des étoffes, la mécanisation de la fabrication de cardes de métal et cuir en 1821 puis de cardes de métal et caoutchouc vulcanisé par Antoine Scrive-Labbe, dont deux petits-fils seront élèves à l'École des arts industriels et des mines de Lille, la machine à coudre inventée en 1829 par Barthélemy Thimonnier, le métier mécanique à filer le lin de Philippe de Girard de 1810, invention française qui est à l'origine de la prospérité de Leeds et est ré-introduite à Lille par Antoine Scrive-Labbe en 1833 et formant la première usine linière en 1839, puis ultérieurement le peignage mécanique Heilmann de la laine, conçu en 1844 et commercialisé par Nicolas Schlumberger et Cie, les améliorations du peignage par Isaac Holden, lui-même soutien de l'École des arts industriels et des mines de Lille, avec son métier mécanique à peigner « square motion » utilisé dans son usine à Croix dans l'arrondissement de Lille en 1852, sont des exemples des multiples innovations incrémentales pour améliorer et accélérer la production.
Compensant l'avantage compétitif de l'industrialisation précoce des îles britanniques et de leurs économies d'échelle assurées pour des produits manufacturés exportés via la voie maritime peu coûteuse dans un empire mondial protégé par leur marine de guerre, le nombre d'usines croit fortement en France continentale : « on comptait 6 filatures mécaniques de coton en 1789 (...) 37 en 1799 (...) 84 en 1802 et 234 filatures en 1806 » puis 272 en 1814. La mécanisation progresse principalement dans la filature de coton autour de Rouen, Lille, Gand et Mulhouse. Dans les années 1820 a lieu « une réorientation de la production de coton, face à une demande potentielle très grande, vers un marché textile de masse, populaire », la productivité entraînant une baisse de prix, ce qui élargit la clientèle. La pression de la demande stimule les investissements et l'innovation. Dans le Nord de la France, « le chiffre maximum de 178 filatures en activité dans le département est atteint en 1825. » « La filature fonctionnait à l'aide de la machine à vapeur ; l'emploi de ce merveilleux instrument de production (...) se généralisa qu'après 1830 (...) étant appelé à remplacer, partout où il n'y avait pas de moteur hydraulique, la force des chevaux que l'on attelait à un manège pour faire mouvoir les machines de préparation dans les filatures, et la force de l'homme, qui mettait seule alors en mouvement les mull-Jennys. » « Entre 1805 et 1843, le nombre de broches passe de 40 000 à 420 000 ; à cette date, le Nord représente 12 % de l’équipement national. » Dans cette période de la première moitié du XIXe siècle et de lente mutation de l'organisation du travail et des structures sociales, « l’arrondissement de Lille concentre l’essentiel des établissements » de filature et tissage, dont 34 grandes filatures en 1854. « Les années 1850 voient s'imposer d'importantes innovations techniques. En filature, la « mule-jenny » cède le pas à la « self-acting mule », le métier à renvideur, capable d'entrainer dix fois plus de broches mais au prix de plus de place et de plus d'énergie : la filature-usine avec de puissantes machines à vapeur et tout un équipement de transmission mécanique devient l'emblème de la modernité. En tissage, le métier à la navette volante, avec ou sans dispositif Jacquard, (est sur le point de s'effacer au profit du) tissage mécanique, dit « à la vapeur » (qui impose aussi) la concentration en usines. »
En découle un besoin constant de main d’œuvre et de techniciens qualifiés « pour le progrès des arts et manufactures », permettant à la productivité des filatures de l'industrie textile de croître d'un facteur mille entre 1770 et 1850. L'apogée de l'industrie textile sera consacrée ultérieurement par l'Exposition internationale du Nord de la France en 1911.

#### Rénovation du système éducatif: enseignement des sciences et techniques
À Lille, l'année 1795 est le point de départ sous la Première République de l'enseignement scolaire systématique du dessin géométrique et de la physique, dont des applications techniques sont les arts décoratifs et appliqués aux procédés textiles et la construction de machines, et de l'enseignement scolaire systématique de la chimie, avec ses innovations techniques dans les domaines agricoles, des brasseries et distilleries, des teintures et blanchiments. Le rôle de l'instruction comme facteur d'accoutumance au système technique moderne favorisant le développement économique justifie la volonté exprimée dès 1802 de voir établir à Lille une « École spéciale des arts mécaniques et de chimie ».
Le siècle des Lumières s'était certes déjà traduit, bien avant 1795, par le développement à Lille de cours publics et gratuits dans des disciplines artistiques, techniques et scientifiques financés par la ville, avec le collège des médecins créé en 1681, qui joue le rôle de chambre professionnelle et de centre d’études médicales où se déroulent des cours d’anatomie dès 1735, avec le jardin des plantes où se donnent des cours de botanique et d’histoire naturelle en faveur des élèves de chirurgie et de pharmacie en 1753, et avec l’hôpital militaire où sont donnés des cours publics de chimie par un maître apothicaire, avec une école de dessin « très utile aux manufactures et aux arts » ouverte en 1755,, qui supplée aux déficiences de l'apprentissage en atelier dans ce domaine à la base des arts mécaniques et indispensable à l'élite artisanale et où sont également organisés des cours de mathématiques dès 1762,, et avec une école d'architecture ouverte en 1760,. Ces cours sont rassemblés pour former les « Écoles académiques de Lille » dont l'orientation pratique est confirmée par un règlement complet établi en 1766 : « cet enseignement revêt un caractère professionnel et répond à une finalité pratique s'insérant dans les perspectives d'utilité sociale et de bonheur de l'homme ». Soutenant la propagation des connaissances, des publications telles que l'Encyclopédie ou Dictionnaire raisonné des sciences, des arts et des métiers de Diderot et D’Alembert et l'Encyclopédie méthodique sont éditées et diffusées en Europe par Charles-Joseph Panckoucke, libraire-éditeur lillois. L’Académie des arts de Lille est fondée en 1775 et contribue au fonds initial du Palais des beaux-arts de Lille. La première société savante de Lille où sont discutées les avancées des sciences est le Collège des Philalèthes, fondé en 1785 par Philippe Liborio Valentino, apothicaire à Lille, qui se transforme en Société des amateurs des sciences et des arts de Lille en 1802. Cette matrice culturelle urbaine est propice à l'appropriation des innovations techniques par les entrepreneurs lillois et à la formation de réseaux de sociabilité fondée sur des valeurs et connaissances partagées. « L'un des premiers soucis de la Société des sciences, (...) le 29 août 1807, fut de créer un Musée industriel (comprenant) un embryon de collection » textile et chimique. « La société des sciences fit construire à ses frais une machine électrique ». « Au cours de la séance du 16 septembre 1853, (il devient) un musée spécial consacré à l'industrie (...), donc avant même l'ouverture du grand musée des sciences de Londres, et voulant rivaliser avec le Conservatoire national des arts et métiers de Paris. »
Antérieurement, l'Université d'Ancien Régime incarnée dans le Nord de la France par l'Université de Douai ne valorisait pas l'enseignement des sciences appliquées et des techniques, comparées aux humanités, au droit, à la théologie et à la médecine, malgré la création en son sein d'une chaire royale de mathématiques et d'hydrographie en 1705 sous l'influence des jésuites. « Les sciences techniques sont enseignées non pas à l’université mais dans les collèges », agrégés à l'université. « Aux écoles publiques, on fait les cours de mathématiques dès le XVIe siècle, et la refondation de cette chaire (...) en 1705 donne un nouvel éclat aux cours d’optique, de géométrie, d’astronomie, d’architecture militaire, de chimie des alliages, de trigonométrie, capables de former de bons officiers ». Les seules formations techniques dans le Nord de la France concernent d'une part la formation des officiers des armes savantes, à l'École royale de l'artillerie de Douai depuis 1679 et à École royale du génie de Mézières à partir de 1748, accessibles aux candidats justifiant de quartiers de noblesse, et d'autre part l'apprentissage des métiers, assurant la transmission empirique et routinière de savoir-faire manuels par l'imitation de maîtres, mis en œuvre exclusivement (jusqu'en 1762) par les corporations d'artisans qui régulent le droit de pratiquer un métier et normalisent la qualité des productions selon de pesantes traditions. L'Édit de Turgot de 1776 supprimant les corporations avorte en mai 1776, mais l'abolition des privilèges lors de la nuit du 4 août 1789 puis la suppression effective des corporations de métiers par le décret d'Allarde et la loi Le Chapelier en 1791 favorisent la liberté d'entreprise et d'établissement industriel en abaissant le carcan réglementaire qui protège le producteur face au commerçant, livrant ainsi les ouvriers à la discrétion des patrons selon « la fiction du rapport particulier entre donneur et preneur d'ouvrage », arguant des principes de la déclaration des droits de l'homme et du citoyen de 1789 : « il sera libre à toute personne de faire tel négoce ou d'exercer telle profession, art ou métier qu'elle trouvera bon », suscitant de nombreuses vocations d'entrepreneurs manufacturiers prenant des risques face aux fluctuations économiques et surproductions, exploitant des ouvriers déracinés et paupérisés s'ils n'arrivent pas à faire reconnaître leurs qualifications dans un contexte de stagnation des revenus, tandis que les négociants, principalement issus de familles de notables d'Ancien Régime, tiennent la chaîne de valeur pérenne, « maintenant l'industrie dans une tutelle dont les secteurs les plus puissants se libèreront vers 1840 par la commercialisation directe des produits », l'État laissant faire et permettant une redistribution du revenu national vers la croissance économique au profit des entrepreneurs industriels, dont les inventions sont protégées par la loi du 7 janvier 1791 qui institue la propriété privée des brevets, remplaçant le système antérieur du privilège royal tout en mettant dans le domaine public les savoir-faire et modèles des anciennes corporations.
Ces changements impulsés par la Révolution française conduisent à une rénovation du système éducatif en 1795-1796 dans l'esprit des Lumières.
« Aussi le gouvernement républicain s’engagea-t-il dans une politique de formation visant à remplacer les collèges d’Ancien Régime par des établissements qui donneraient un enseignement scientifique, dont la physique expérimentale et la chimie, inscrit dans les programmes et assuré par des professeurs ayant un statut officiel. Il créa donc les « Écoles centrales», certes éphémères, mais qui n’en marquèrent pas moins une rupture avec le système éducatif qui avait prédominé jusque-là. ». À la suite de la loi du 7 ventôse an III (25 février 1795), de la Loi Daunou du 3 brumaire an IV (25 octobre 1795) et du décret du Conseil des Cinq-Cents le 8 prairial an IV (27 mai 1796), une première École centrale de Lille, est ainsi ouverte le 10 nivôse an V (30 décembre 1796), établie dans l'ancien couvent des Récollets, rue des Arts à Lille, où sont rassemblées des collections scientifiques et des bibliothèques, et dont le programme d'enseignement pour trois groupes d'âges de 12 à 18 ans inclut le dessin et la géométrie descriptive, les mathématiques, les sciences expérimentales dont la chimie et la physique expérimentale, la botanique et la minéralogie avec des professeurs tels que Jean-Baptiste Lestiboudois, Louis Joseph Watteau puis François Watteau,. L'École centrale de Lille a 170 élèves, ce
qui est cohérent avec les progrès de l'alphabétisation depuis le XVIIe siècle favorisée par l'abaissement du coût d'impression des livres, où sur la période 1750 à 1790 dans l'arrondissement de Lille, 44 % des hommes et 32 % des femmes savent signer, la tendance s'accélérant avec 70 % des personnes d'âge scolaire entre 1817 et 1856 qui sachent lire et écrire, notamment à la suite de la loi Guizot de 1833, ce qui permet d'achever l'alphabétisation de masse fin du XIXe siècle, avec l'école primaire gratuite et l'instruction obligatoire des lois Jules Ferry de 1882. L'évolution de l'enseignement des techniques pour la population alphabétisée, passant de la prédominance de la transmission artisanale via l'apprentissage dirigé par les corporations de métiers, à une éducation à vocation scientifique, théorique et pratique, mise en œuvre par l'autorité publique diffusant plus rapidement les progrès de la connaissance, ouvre la voie aux mutations de l'organisation du travail requises par l'industrialisation et répond aux besoins émergents de personnel qualifié pour les négociants et entrepreneurs du XIXe siècle, qui développent leurs usines via la mécanisation et appliquent des améliorations des procédés chimiques dans les manufactures textiles.
Cependant, le 1er mai 1802 sous le consulat de Napoléon Bonaparte, la dénomination « École centrale » est supprimée par la loi générale sur l'instruction publique du 11 floréal an X, entrainant la suspension des cours spéciaux de physique, chimie et botanique, et seul subsiste l'enseignement secondaire classique de latin et mathématiques de ce qui deviendra le lycée de Lille,, ciblant un effectif restreint de boursiers et d'élèves aisés payant leur scolarité. « Le lycée napoléonien reste encore fidèle aux sciences : (...) au cours de latin étaient rattachés la géographie, l’histoire, les lettres latines et françaises ; aux mathématiques, l’histoire naturelle, les éléments de la sphère, la physique, l’astronomie, la chimie, la minéralogie puis en fin de cursus on peut faire au choix soit des mathématiques transcendantes, c'est-à-dire l’application du calcul différentiel à la mécanique et à la théorie des fluides, soit de la philosophie. »

#### Chaires municipales de sciences appliquées
Consciente de l'intérêt des sciences appliquées pour son développement économique, la ville de Lille sollicite en vain auprès du directeur général de l'Instruction publique Fourcroy « une des deux Écoles spéciales des arts mécaniques et de chimie, dont l'établissement avait été décrété, » par les articles 23 et 25 de la loi générale sur l'instruction publique du 11 floréal an X (1er mai 1802) permettant « l’étude complète et approfondie ainsi que le perfectionnement des sciences et des arts utiles ». En l'attente de l'établissement d'une école spéciale financée par l'État, l'enseignement des sciences et techniques à Lille est rénové au travers de chaires municipales associées à des cours publics et gratuits, dans le cadre des « Écoles académiques de Lille ». Initialement déclarées comme « Écoles spéciales communales » dans l'annuaire statistique du Nord pour l'an XIII (1804), les Écoles académiques de Lille, réétablies par arrêté préfectoral du 28 août 1806 et reconnues par le décret impérial du 7 janvier 1808,, dispensent des cours publics dans les domaines des beaux arts et des arts appliqués à l'industrie ; elles sont localisées rue des Arts, place du Concert et rue du Lombard et attirent plusieurs centaines d'auditeurs. Dans une démarche précoce d'application des sciences aux arts industriels, en liaison avec la Société des sciences de Lille et la chambre de commerce de Lille, les chaires lilloises contribuent à sensibiliser les acteurs de l’industrie et promouvoir les nouveaux procédés.
Outre un cours de dessin à finalités professionnelles et artistiques, « très utile aux manufactures et aux arts », ouvert depuis 1755, intégré dans l'École centrale en 1796, puis maintenu après 1802 dans le cadre des Écoles académiques de Lille,, la ville se préoccupe à partir de 1826 de l'établissement d'une chaire de « dessin linéaire, de géométrie et de mécanique appliquée aux arts, » qui prend son essor dès 1829-1830 avec le professeur Charles Granowski,, ce qui accroit les compétences lilloises en construction de machines. « Ce besoin du dessin linéaire est si vivement senti par nos chefs d'ateliers ou de manufactures, ou même par nos meilleurs ouvriers, qu'ils s'empressent d'envoyer leurs fils aux Écoles académiques dans l'espoir de leur procurer les connaissances indispensables à leurs succès ultérieurs ». Cet enseignement n'est pas une initiative isolée : des cours de dessin, mécanique et géométrie avaient aussi été établis au Conservatoire national des arts et métiers de Paris à l'initiative de Charles Dupin et « en décembre 1825, le ministre de l'Intérieur envoie une circulaire aux préfets pour leur demander d'appuyer les initiatives du Baron Dupin d'instituer des cours de mécanique dans les principales villes de France,. » ; la même année à Manchester est ouvert le Mechanics' Institute, renommé ultérieurement University of Manchester Institute of Science and Technology (UMIST), qui deviendra un partenaire académique de l'École au cours du XXe siècle.
La chaire de physique lilloise est tenue par Charles Delezenne de 1817 à 1848. Delezenne est professeur à l'école secondaire et chercheur à Lille depuis 1805 ; il est membre correspondant de l'Académie des sciences et est membre actif de la Société des sciences, de l'agriculture et des arts de Lille ; c'est lui qui formalise la modélisation mathématique de la propagation des ondes acoustiques par cordes vibrantes, : « ce fut en cette année 1810 que M. Delezenne songea à ouvrir à Lille un cours de physique sous le patronage de la Société. (...) M. Delezenne demande l'autorisation de faire annoncer un cours public et gratuit d'électricité, de galvanisme et d'optique qu'il se propose de donner dans les salons de la Société. (...) Le cours de physique (...) devint en 1817 cours communal, tout en restant sous ses auspices ». C'est donc dans le cadre des Écoles académiques de Lille à partir de 1817, qu'il assure ses cours de physique expérimentale,. « Le cours de physique fut ouvert en octobre 1817. Il comptait deux cents auditeurs ». Delezenne est suppléé par Benjamin Corenwinder vers 1848, puis Auguste Lamy occupe la chaire de physique expérimentale à partir de 1852

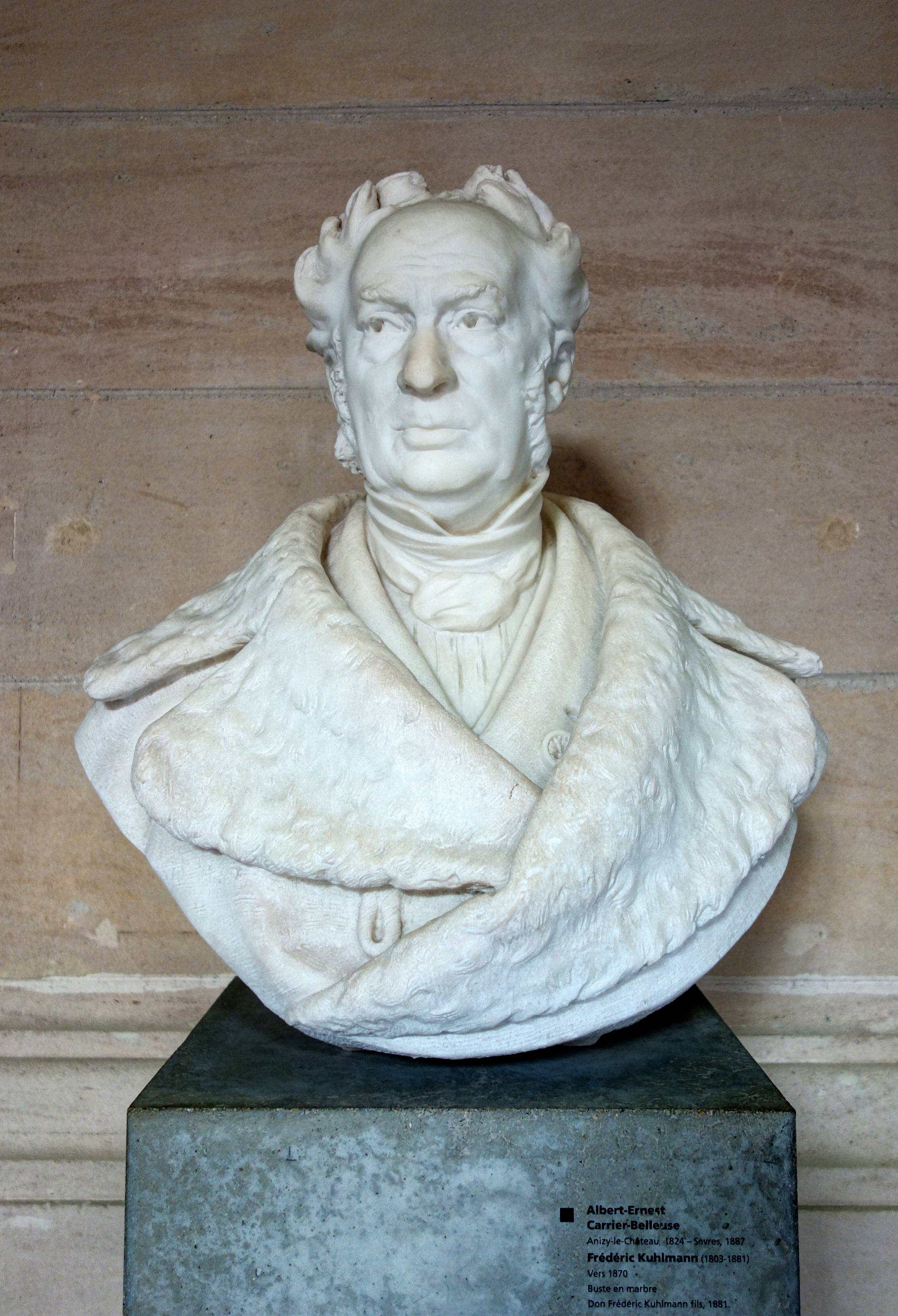
Frédéric Kuhlmann, professeur, fondateur et administrateur de l'école

Le 6 mai 1822, « la mairie de Lille et le conseil général décidèrent d’aménager au rez-de-chaussée du Lombard, une école spéciale de chimie appliquée aux arts industriels comprenant un amphithéâtre et un laboratoire, ainsi qu’un logement pour le directeur. » Frédéric Kuhlmann est nommé en 1823 à la chaire de chimie associée à cette école spéciale qu'il occupe de 1823 à 1854. En 1824, le ministre de l'intérieur refuse d'entériner les crédits alloués par le conseil général du Nord pour l'école spéciale de chimie ; le conseil municipal se doit alors de combler le déficit budgétaire de ce qui devient la chaire municipale de chimie appliquée aux arts industriels. Les cours de chimie de Frédéric Kuhlmann commencent mi-1824. Ils touchent « un public nombreux, composé principalement de manufacturiers et de négociants distingués, tant de Lille que des communes environnantes, [qui y profitent] des instructions pratiques et théoriques ». L'enseignement de Kuhlmann est un succès et son cours compte jusqu’à trois cents auditeurs par année.

#### Essor des applications de la chimie
La chimie moderne est fondée par Antoine Lavoisier qui publie son traité élémentaire de chimie en 1789.
De nombreux corps simples sont isolés par des savants chimistes tels que Lavoisier, Nicolas Vauquelin, Joseph Priestley, Carl Wilhelm Scheele, Humphry Davy, Jöns Jacob Berzelius et leurs successeurs. À la suite de Lavoisier, les travaux de Joseph Louis Gay-Lussac sur les gaz (1802) et ceux de John Dalton (1808) et Amedeo Avogadro (1811) ouvrent la voie à la théorie atomique de la matière et au développement de la chimie minérale, permettant à Dmitri Mendeleïev de publier en 1869 sa classification périodique d'une soixantaine d'éléments chimiques.
La compréhension de la combustion du carbone comme réaction d'oxydoréduction par Lavoisier permet de développer la chimie des métaux et d'élaborer des perfectionnements de la métallurgie, notamment de l'affinage de la fonte en fer et en acier et la fabrication d'alliages aux propriétés les plus diverses.
Dans le domaine des teintures et blanchiment textile, Claude-Louis Berthollet découvre en 1789 les propriétés décolorantes du chlore d'où il tire un procédé de blanchiment des toiles utilisant une solution d'hypochlorite de sodium (eau de Javel). Les première synthèses chimiques ont lieu dès la fin du XVIIIe siècle, préalables aux synthèses de chimie organique à partir du charbon dans la seconde moitié du XIXe siècle. Nicolas Leblanc met au point en 1790 un procédé pour obtenir du carbonate de sodium à partir de sel marin, utile au lavage du linge et dégraissage des laines, amélioré par Jean d'Arcet, qui organise la fabrication de la porcelaine. L'industrialisation de la production de l'acide sulfurique est notamment due à John Roebuck et Frédéric Kuhlmann. La saponification et la fabrication de corps gras sont expliquées par Eugène Chevreul en 1823. L'industrie des colorants synthétiques débute en 1842 avec l'invention de la teinture jaune de la soie à l'acide picrique par le lyonnais Nicolas Guinon. La mauvéine est synthétisée par William Henry Perkin en 1856, le rouge d'aniline (magenta) par François-Emmanuel Verguin en 1859.
L'industrie agroalimentaire se développe en parallèle de l'industrie chimique : tandis que la stérilisation et la conserverie sont inventées par Nicolas Appert en 1795 (mais il faut attendre 1863 pour que Louis Pasteur mette au point la pasteurisation, débactérisation thermocontrôlée, d'abord appliquée à la bière et au vin, et 1886 avec Franz von Soxhlet pour la stérilisation du lait) et que le raffinage industriel de la betterave sucrière est expérimentée par Jean-Baptiste Quéruel et Benjamin Delessert en 1811, la première unité de production industrielle de sucre de betteraves est créée à Arras par le lillois Louis Crespel-Dellisse en 1814, suivi par Joseph Coget et Antoine Béghin à Thumeries en 1826, conduisant à l'essor de l'industrie des sucreries du Nord de la France.
La chimie organique et la chimie agricole sont développées notamment par Justus von Liebig et Jean-Antoine Chaptal durant les premières décennies du XIXe siècle, et s'appliquent dans les régions d'agriculture industrialisées et intégrées dans les marchés nationaux et internationaux, telles que le Bassin parisien et l'Europe rhénane.
À Lille depuis 1824, Frédéric Kuhlmann développe des procédés de chimie appliquée aux besoins des industries agro-alimentaires, chimie industrielle, blanchiment dégraissage et teintures textiles, notamment concernant la production de soude et d'acide sulfurique pour la teinturerie, de noir animal pour l'épuration de mélasses de sucre, la fabrication d'acide nitrique, l'usage de catalyseurs et la production industrielle d'engrais superphosphates,. « Dans son cours, Kuhlmann fait bénéficier ses élèves de ses travaux de recherche, travaux qu'il applique à sa propre industrie. Ainsi en 1842, il professe une méthode originale de fabrication de l'acide nitrique par oxydation de l'ammoniac, en faisant passer un courant d'air chargé d'ammoniac sur de la mousse de platine à haute température ».
Frédéric Kuhlmann est assisté par Louis Blanquart-Evrard à partir de 1826, qui invente le tirage photographique sur papier en 1847 (l'invention de la photographie par héliographie de Joseph Niépce date de 1827 ; le Daguerréotype de Louis Daguerre date de 1837), par Jules Pelouze à partir de 1830, qui étudie le raffinage du sucre et démontre l'identité entre le sucre extrait de la betterave et le sucre de canne, et Benjamin Corenwinder qui étudie les procédés de distilleries et brasseries dès 1847. Ces études de sciences appliquées sont poursuivies par Louis Pasteur en 1855 dans le domaine de la fermentation.
Après la mise au point de l’analyse spectroscopique par Gustav Kirchhoff et Robert Bunsen en 1860, Auguste Lamy, professeur à la faculté des sciences de Lille et à l'École des arts industriels et des mines, identifie et isole 14 grammes de l'élément chimique thallium en 1862,. L'ingénieur chimiste Paul Havrez, professeur à l'École des arts industriels et des mines, codécouvre la structure cyclique du benzène en 1864.

#### Trajectoire technologique vers le moteur thermique
L'industrialisation de la France est marquée par des poussées technologiques, avec une croissance continue sans rupture nette, utilisant diverses sources d'énergie.
« La machine à vapeur n'a jamais été considérée comme décisive dans l'amorce de l'industrialisation » de la France. Certes, des pompes à feu sont installées dès 1730 à Anzin pour l’exhaure des eaux d’infiltration dans les mines. « Les frères Périer ont introduit en 1779 en France la machine à vapeur de Watt et initié dans l'Hexagone la construction des premières machines à double effet autour de 1789-1790, même si la Révolution et l'Empire ont ensuite entrainé le déclin de leur fonderie à raison du blocus continental et du désintérêt pour la vapeur chez les industriels français. En France, la vapeur est en effet peu utilisée dans la première moitié du XIXe siècle. On lui a longtemps préféré les manèges de chevaux et surtout l'énergie hydraulique, moins coûteuse et moins dangereuse. L'installation des chaudières à vapeur ne s'est accélérée qu'avec le Second Empire. » Ce n'est qu'en 1860 que la puissance installée des machines à vapeur dépasse la puissance cumulée des systèmes hydrauliques.
L'hydraulique industrielle se développe en France avec des machines à forte puissance : la presse hydraulique imaginée par Blaise Pascal (principe de Pascal) est mise en œuvre avec l'invention du joint d'étanchéité par Joseph Bramah en 1795 permettant l'amélioration du marteau hydraulique et du laminoir. Les ouvrages d'art avec vérins hydrauliques se multiplient ; la
transmission de l'énergie hydraulique s'effectue par des canalisations ; le stockage de l'énergie potentielle du fluide s'effectue dans des réservoirs. La grue de levage avec accumulateur hydraulique est mise en œuvre par William Armstrong en 1845 et l'ascenseur hydraulique est inventé par Léon Edoux en 1867. Les accumulateurs hydrauliques servent à manœuvrer les portes d'écluses, les ponts tournants, l'outillage des ports et des gares de chemin de fer, les machines à agglomérer la houille, les riveuses, emboutisseuses, poinçonneuses, perceuses, en libérant pendant une courte période l'énergie potentielle accumulée. La Compagnie de Fives-Lille, établie en 1861, réalise et exporte des systèmes et ouvrages à accumulateurs hydrauliques (appareils hydrauliques de levage portuaire, transbordeurs, bigues hydrauliques, ponts levants et ponts tournants, ponts roulants à manœuvres hydrauliques, outillages hydrauliques de gares, monte-wagons, machines élévatoires à colonne d'eau, machines de compression d'eau) jusqu'au milieu du XXe siècle.
Le moteur hydraulique ou moulin à eau se perfectionne en turbine hydraulique, inventée par Benoît Fourneyron en 1832.
Mais une région de faible déclivité comme le Nord de la France ne facilite pas l'usage direct de l'énergie hydraulique pour atteindre des forces motrices significatives dans les usines. Elles sont de plus soumises à une contrainte de localisation proche d'une rivière, dont l'inconstance du débit et l'étiage selon le cycle naturel des saisons sont préjudiciables à la régularité du travail et à l'immobilisation comptable du capital industriel.
De même, l'intermittence de l'énergie éolienne convertible par un moulin à vent, version historique de l'éolienne, convient pour les 250 moulins à vent utilisés à Lille en 1832 pour la fabrication d'huile de colza mais n'est pas compatible de l'organisation économique et sociale du travail en usine, en l'absence de solution de stockage de l'énergie renouvelable.
Une première machine à vapeur de force motrice est installée à Lille en 1816,, c'est-à-dire trois décennies après l'introduction des machines à vapeur pour l'industrie textile à Manchester à partir de 1785. « Le département compte 14 machines à vapeur en activité » en 1825, importées d’Angleterre ou construites notamment à Arras chez Alexis Hallette ou à Lille chez Pierre Boyer,,,.
Cette trajectoire technologique vers les moteurs thermiques alimentés par l'énergie fossile, associée à la pression concurrentielle du système économique britannique, est l'aboutissement d'une succession de prototypes, depuis le cylindre piston à vapeur de Denis Papin qui met en évidence les capacités motrices de la vapeur à Paris en 1690, la pompe à feu de Thomas Newcomen en 1712 où le piston est actionné lors de la condensation de la vapeur dans le cylindre et consomme 10 kg de charbon par cheval.heure,, le fardier de Nicolas Cugnot en 1771, premier véhicule automobile mû par la vapeur. Les perfectionnements de James Watt que sont la chambre froide de condensation de la vapeur séparée du cylindre maintenu chaud et réduisant la perte de chaleur dans la machine de Watt en 1769, le piston à double effet en 1780, le régulateur à boules et le parallélogramme de Watt en 1788, conduisent au succès commercial de Boulton & Watt avec des moteurs à vapeur de 12 à 45 ch (8 à 33 kW) consommant 4 kg de charbon par cheval.heure, vers 1800. C'est Jacques-Constantin Périer qui introduit en France la machine à vapeur de Watt en 1779 et construit la première machine à double effet française en 1789. La machine à double expansion de Arthur Woolf apparait en 1804, introduite à Lille par Pierre Boyer en 1816. La machine à haute pression de Jacob Perkins et la chaudière tubulaire de Marc Seguin sont mises en œuvre en 1827, améliorées notamment par Julien Belleville en 1850.
Après la compréhension de la chimie de la combustion du carbone par Antoine Lavoisier en 1772, la thermodynamique est théorisée par Sadi Carnot en 1824, Émile Clapeyron en 1834 et Rudolf Clausius en 1850. Les perfectionnements de la machine à haute pression dans les années 1830-1850 sont décisifs pour emporter la généralisation de l'usage du moteur thermique.
Pour les besoins industriels de travail mécanique nécessitant une puissance supérieure à celle de la force musculaire humaine (100 W en endurance, consommant 400 g de nutriments par jour) ou supérieure à celle de la traction animale (500 W à 1 kW restitués en consommant 15 kg de fourrage par jour), la machine à vapeur, premier moteur thermique, est alors une solution sans concurrence en termes de puissance disponible continûment et à la demande. L'usage d'un moteur thermique vers 1830 peut être illustré par une machine à vapeur de 10 ch - 7 kW qui, utilisée continûment pendant 10 h de travail mécanique avec un rendement de 5 %, nécessite la combustion de 180 kg de houille, un hydrocarbure solide de la famille du charbon, pour injecter de la vapeur d'eau sous pression dans un piston et rejeter par ailleurs 650 kg de CO2. « Les expériences faites en 1848 et 1849, par la Société d'encouragement, ont prouvé que M. Farcot, de Paris, et MM. Legavrian et Farinaux, de Lille, étaient arrivés à ce résultat, et même l'avaient dépassé, puisque leurs machines expérimentées n'ont brûlé que 1 kg 32 et même 1 kg 26 seulement par cheval et par heure, en donnant une force de 30 à 32 chevaux. »
La machine à vapeur sera perfectionnée tout au long du XIXe siècle pour des usages fixes de transmission de puissance (manufacture, machine-outil, marteau-pilon, marteau-piqueur), machinisme agricole (batteuse, faucheuse, moissonneuse et locomobile) ou de mobilité (bateau à vapeur, locomotive à vapeur, automobile et autobus à vapeur), alimentée au carburant solide houiller.
En parallèle est mis au point un moteur thermique plus performant et moins polluant utilisable avec des hydrocarbures volatils (gaz manufacturé tel que le gaz de houille ou carburants liquides issus de la distillation du pétrole), à savoir le moteur à combustion et explosion. Il est imaginé à Paris comme cylindre à poudre dès 1673 par Christian Huygens et son assistant Denis Papin, breveté en 1807 par Nicéphore Niépce et par François Isaac de Rivaz. Le premier moteur à explosion ou moteur à allumage commandé est expérimenté par Étienne Lenoir en 1859 sous la forme d'un moteur à gaz de houille à combustion interne à deux temps, qu'il perfectionne et prototype en un moteur à quatre temps avec Beau de Rochas en 1862 qui devient un succès commercial et qui donnera lieu à d'autres avancées par Nikolaus Otto en 1867, puis ultérieurement par Édouard Delamare-Deboutteville avec son moteur gazogène Simplex. Le moteur de Lenoir est amélioré notamment par Carl Benz en 1879 et par le lillois Léon Cordonnier (1892), ancien élève de l'École. Le moteur à explosion à essence de pétrole est perfectionné par Gottlieb Daimler et le moteur à allumage par compression par Rudolf Diesel. La production industrielle de pétrole et les premières raffineries sont opérationnelles à Pittsburgh en Amérique en 1853, en Europe à Jasło et Boryslav en Galicie en 1854 et à Ploiești en Valachie en 1857, initialement pour les lampes à pétrole d'éclairage domestique, pour le graissage de mécanismes puis pour le moteur à explosion. Des ingénieurs anciens élèves de l'École tels que Prosper Clère(1867) vont participer à l'essor de l'industrie pétrolière, notamment dans ses techniques de raffinage ; l'ancien élève Hector Franchomme (1879) effectue une « mission en Amérique (Pittsburg) en 1889 pour la création d'une raffinerie de pétrole » et une « mission en Roumanie (1895) pour l'approvisionnement des raffineries du Nord en pétrole brut ».
En aval du moteur hydraulique et du moteur thermique convertissant des sources d’énergie primaire en énergie mécanique, la dynamo, première génératrice de courant continu, c'est-à-dire qui convertit l'énergie mécanique en électricité transportable via un réseau filaire, est opérationnelle avec l'invention du collecteur tournant par Zénobe Gramme en 1868 et sa mise en œuvre industrielle par Hippolyte Fontaine puis son extension à la production hydroélectrique dans les Alpes par Aristide Bergès (1882), c'est-à-dire longtemps après la découverte des charges électriques par Charles François de Cisternay du Fay en 1733, la loi de Charles-Augustin Coulomb en électrostatique en 1785 et les premières expérimentations du moteur électrique dérivé des travaux d'André-Marie Ampère (1820), Michael Faraday (1821), Peter Barlow (1822), Thomas Davenport (1834) perfectionné ultérieurement en moteur à courant alternatif par Nikola Tesla avec le transformateur électrique inventé par Lucien Gaulard (1883), tandis que la pile voltaïque est connue depuis 1800 et la batterie électrique rechargeable au plomb est inventée par Gaston Planté en 1859 et la pile Leclanché au manganèse en 1868. Avant cette double rupture de 1868, le moteur thermique règne en maître pour la transmission continue de fortes puissances.

À Lille, le besoin en ouvriers chauffeurs-mécaniciens, contremaîtres et ingénieurs-constructeurs se fait pressant dans ce contexte d'investissements croissants dans les nouveaux systèmes industriels utilisant la machine à vapeur. 

« Largement répandue à partir de 1832-1833, (la machine à vapeur) équipe rapidement filatures et huileries urbaines, puis ces fabriques de sucre qui prolifèrent vers 1834-1836. »

 Il y a plus de 200 machines à vapeur recensées dans l'arrondissement de Lille représentant une puissance installée de 2 000 ch (1,5 MW) selon l'annuaire statistique du département du Nord de 1834. Cela croit à « 629 machines à vapeur dont 384 pour la seule industrie textile représentant une puissance installée de 12 144 ch dans l'arrondissement dont la plupart se trouvent dans les manufactures de Lille, Roubaix, Tourcoing » en 1862 (cette puissance installée correspond à 9 MW). L'arrondissement de Lille est alors l'épicentre des industries de transformation dans le département du Nord qui est l'un des deux premiers pôles d'industrialisation français avec le département parisien de la Seine.

#### Système technique du charbon et de l'acier
En parallèle du développement de la machine à vapeur, grande consommatrice de combustible, l'exploitation du bassin minier du Nord-Pas-de-Calais dans le prolongement du bassin minier du Borinage belge à Mons et du bassin de Charleroi commence à prendre de l'ampleur au milieu du XIXe siècle pour fournir en abondance le charbon de terre (la houille). Elle permet de satisfaire les besoins croissants de combustible pour la force motrice et les fourneaux métallurgiques, en substitution du bois de chauffage et du charbon de bois, sans empiéter sur l'exploitation des terres agricoles nourricières et sans saccager l'écosystème forestier. Néanmoins, la géologie de la France n'exhibe pas de bassin de charbon de terre exploitable à aussi bas coût qu'en Grande-Bretagne, d'où une moindre incitation à adopter le système technique britannique basé sur l'énergie fossile ; de plus le charbon de bois a l'avantage de ne pas être sulfureux et s'intègre parfaitement dans l'économie forestière française. En 1850, la moitié de la fonte française est fabriquée avec de la houille : il faut attendre en 1870 pour atteindre 90 % de charbon houiller, faisant disparaître les verreries et petites forges au charbon de bois intégrées dans des propriétés foncières d'Ancien Régime, dispersées dans les grands massifs forestiers de France, au bénéfice des grandes concentrations sidérurgiques des bassins miniers.
Le charbon est un combustible qui peut être oxydé dans l'air atmosphérique selon une réaction chimique exothermique non seulement pour des usages de chauffage domestique et de cuisson mais surtout dans le but de convertir la chaleur en travail mécanique via la machine à vapeur.
Dans le domaine de la sidérurgie, le charbon peut être préalablement pyrolysé  en coke à forte teneur en carbone pour mieux réduire les oxydes de fer contenus dans le minerai enfourné dans des installations métallurgiques, tirant parti des travaux scientifiques précurseurs de Réaumur : la cokerie est un procédé de distillation anaérobie mis en œuvre par Abraham Darby, introduit en France par Gabriel Jars en 1769 et expérimenté dans les hauts fourneaux du Creusot par François Ignace de Wendel avec l'aide de William Wilkinson en 1782, poursuivi par François Bourdon et Schneider et Cie ; la cokerie est mise en œuvre pour des hauts-fourneaux du Nord de la France en 1830. Le passage des forges traditionnelles à la sidérurgie au coke est généralisé à partir de 1837, sous réserve d'approvisionnement en houille grasse, c'est-à-dire en charbon de haute qualité cokéfiable importé de manière croissante du Hainaut et de la Ruhr. Elle permet de produire des alliages fer-carbone tels que la fonte, le fer puddlé (selon la technique d'affinage inventé par Henry Cort en 1784 pour décarburer la fonte, mis en pratique en France à partir de 1819) et l'acier (convertisseur Bessemer en 1855, procédé Thomas permettant l'exploitation du minerai de fer phosphoreux lorrain après 1879, procédé Martin-Siemens conçu en 1864) assurant la  résistance des matériaux nécessaires aux machines à vapeur, aux machines-outils, aux structures métalliques, aux roues, essieux et rails de chemin de fer, à l'artillerie et aux cuirassés à coque métallique et hélice marine. La métallurgie permet la substitution du fer au bois pour la construction de machines textiles et l'installation de charpentes métalliques pour les usines et les ponts. L'essor des chemins de fer à partir de 1842 entraine le fort développement de la sidérurgie et de la transformation des métaux, notamment par la production de rails en acier à partir de 1866. L'essor de la production d'acier permet d'intensifier l'activité ferroviaire.
Le gaz de houille, dérivé de la production de coke dans une cokerie ou issu d'usine à gaz, est utilisé comme gaz de ville pour le chauffage et la cuisson et surtout comme gaz d'éclairage urbain, selon l'idée de Philippe Lebon expérimentée en 1799 avec du gaz de bois et mise en œuvre avec du gaz de houille après 1815 en complément des lampes à huile et à pétrole jusqu'à l'introduction de l'éclairage électrique (déployé à Paris avec la lampe à arc de Pavel Iablotchkov, généralisé après l'invention de la lampe à incandescence par Joseph Swan puis Thomas Edison), tandis que d'autres sous-produits volatils des procédés de distillation houillère forment la base de la carbochimie.
Dans les mines, la machine à vapeur permet le développement du pompage hydraulique, de la ventilation forcée, de la réfrigération de Charles Tellier et Ferdinand Carré, du conditionnement de l'air dans les galeries tandis que le développement de la métallurgie conduit à la généralisation des chevalements métalliques. Des polytechniciens, instruits à l'École des mines de Paris établie en 1816, et entrés dans le Corps des mines pour superviser les concessions minières du Nord de la France, contribueront à l'enseignement de l'exploitation des mines à l'École des arts industriels et des mines de Lille. À côté de la Compagnie des mines d'Anzin créée en 1752, de la Compagnie des mines d'Aniche créée en 1773 et de nombreuses autres sociétés d'exploration et d'exploitation minières, est fondée en 1849 la Compagnie des mines de Courrières, puis en 1852 « la Société des Mines de Lens (au capital de 3 M.F en 1856) par dix personnes dont sept industriels et négociants lillois, dans le sucre et le lin (...). Les liens familiaux sont si nombreux entre ces sept Lillois que les Mines de Lens apparaissent dès le début comme une affaire familiale, celle du clan Scrive-Bigo-Danel et des Tilloy (- Crespel et Casteleyn). » « Les capitaux du textile de Lille-Roubaix-Tourcoing-Armentières, associés à ceux de l’industrie sucrière, ont en effet contrôlé la plus belle part des charbonnages du Pas-de-Calais depuis les débuts de l’exploitation dans les années 1850, et ont ensuite étendu leur mainmise tant sur le bassin du Pas-de-Calais que sur celui du Nord, tout en continuant à s’intéresser aux charbonnages belges. Ils se sont ainsi assuré le contrôle de l’essentiel des ressources houillères françaises : en 1886, la production du bassin du Nord-Pas-de-Calais représente plus de la moitié de la production française de charbon, et, en 1913, les deux tiers. » L'exploitation du charbon atteindra son apogée entre 1935 et 1950.
Tout ceci forme le système technique cohérent de l'industrialisation initiée au XIXe siècle.

#### Besoin d'ingénieurs pour l'industrie en expansion
Le besoin patronal d'ingénieurs pour l'industrie en expansion s'exprime à Lille comme dans les différentes capitales européennes, mais avec plus d'intensité : jusqu'en 1830, l'industrialisation est essentiellement limitée à l'Angleterre, au Nord de la France et à la Belgique.

« En encourageant par des récompenses nationales la création en France de la filature mécanique du lin et de la fabrication du sucre de betterave, comme il l'avait fait pour la filature de coton et le tissage, Napoléon avait pressenti toute l'influence que les industries nouvelles pouvaient exercer (...) Quoique la chute de l'Empire, en 1815, eût occasionné la ruine des premiers importateurs de Mull-Jennys, de Richard Lenoir, de Lieven Bauwens, l'industrie cotonnière ne fut pas moins acquise à la France, où elle occupe actuellement 600 000 ouvriers (..) En donnant pour cortège à Napoléon Ier, les Jacquard, les Philippe de Girard, les Berthollet, les Leblanc, la Chambre a voulu résumer (...) ce que le travail a donné à la France d'éléments de richesse et d'indépendance (...) Nos chemins de fer, nos canaux, nos ports, tous ces auxiliaires de l'activité humaine ont attiré simultanément votre attention. (...) Il n'est pas d'homme aux idées plus abstraites qu'Ampère, et certes on ne saurait, au premier aperçu, à quel titre il prendrait place dans ce Panthéon de l'industrie, et cependant ses travaux ont donné ouverture à la télégraphie électrique (et aux) applications industrielles de l'électricité. »

— Frédéric Kuhlmann, 23 septembre 1853
Après la chute du Premier Empire et la Restauration monarchique, toute prise de décision est centralisée à Paris et l'investissement financier de l'État est très limité dans les domaines de l'enseignement et de l'Université. L’héritage scientifique de la Révolution est contrecarré : le statut concernant les collèges royaux et communaux du 4 septembre 1821 établit que l'enseignement des mathématiques élémentaires et des sciences au lycée est relégué aux classes de philosophie (classes pour des élèves âgés de 16-17 ans). À Lille cependant, en 1828, « on parl(e) déjà d'une École d'arts et métiers, semblable à celle de Châlons », dont l'enseignement réorganisé en 1827 et 1832 devient le modèle de l'enseignement secondaire technique. La création de l'École centrale des arts et manufactures de Paris en 1829, de l'École des mines du Hainaut et de l'École des arts et manufactures et des mines de Liège en 1836, constituent aussi des références pour les autorités publiques de Lille dont les membres éclairés expriment depuis 1802 leur volonté d'établir une école d'ingénieurs civils à Lille.
Le régime plus libéral de la monarchie de Juillet favorise l'alphabétisation. Cependant, « en mai 1832, une commission municipale (...) constate une baisse inquiétante des effectifs du collège. Serait responsable de cette situation le départ de nombreux élèves pour Paris : les uns y préparent les concours des écoles du gouvernement alors que les autres y suivent les cours des écoles spéciales de commerce. » Gaspard Thémistocle Lestiboudois promeut auprès du conseil municipal de Lille en mai 1832 l'intérêt d'une éducation industrielle au sein de l'enseignement secondaire,,, mais son idée est immédiatement refusée par les gardiens de l'ordre social, le principal du collège et les professeurs, les défenseurs de la ségrégation scolaire entre l'enseignement primaire populaire et l'enseignement secondaire ne souhaitant pas l'envahissement du collège élitiste par les classes moyennes (seul l'enseignement secondaire classique du collège-lycée conduit au baccalauréat qui donne accès à l'université et aux professions libérales supérieures). Néanmoins, à la rentrée d’octobre 1832 « un professeur de langue anglaise, un professeur de comptabilité commerciale et un professeur de dessin linéaire sont nommés au collège de Lille » et assurent les cours industriels et commerciaux jusqu'à la création de l'école primaire supérieure de Lille. En 1833, la loi Guizot,, institue des écoles primaires supérieures à la sortie desquelles, à l’âge de 15-16 ans, les Écoles d’arts et métiers recrutent leurs élèves. Sous le prétexte que la ville de Lille possédait déjà un collège communal (futur lycée), « l'école primaire supérieure n'ouvrit ses portes que le 23 avril 1838, 66 rue des Arts. (...) Les études étaient entièrement gratuites. (...) En 1842, le recteur avouait cependant que la population de l'école primaire supérieure de Lille était pratiquement la même que celle qui fréquentait le collège, à cette différence près que les langues vivantes et les sciences appliquées y remplaçaient l'enseignement des langues mortes. Dans l'esprit des édiles, c'était une future "école de commerce et d'industrie" destinée à former des cadres moyens ». Quelques élèves lillois privilégiés peuvent déjà postuler à des écoles distantes, telles que l'École des arts et métiers de Châlons et l'École centrale des arts et manufactures à Paris pour lesquelles des bourses du conseil général du Nord suppléent aux coûts de l'éloignement, mais cela ne satisfait pas les besoins de l'expansion industrielle lilloise. Lille ne tient pas compte de la loi Falloux de 1850 en ce qu'elle exigeait la fermeture de l'école primaire supérieure, prétendument supposée sur-éduquer les élèves et former ainsi des déclassés ne trouvant pas d'emploi à la hauteur de leur formation, et donc susceptibles de créer du désordre social.
Dans ce contexte économique favorable, la municipalité de Lille émet en vain des requêtes auprès des divers gouvernements successifs pour l'établissement d'une École des arts et métiers à Lille, notamment en 1837 et en 1838 ; le conseil général du Nord fait de même en 1840. Frédéric Kuhlmann, cumulant son rôle de professeur et celui d'entrepreneur de l'industrie chimique à la tête des Établissements Kuhlmann, devient président de la chambre de commerce et d'industrie de Lille en 1840 ; il dirige les actions visant à la création à Lille de l'école industrielle dont les entrepreneurs du Nord de la France ont besoin. Lille est candidate pour accueillir la troisième École des arts et métiers, mais c'est finalement Aix qui est choisie par le ministre en 1843.
En 1848, sous la Deuxième République, est fondée la Société des ingénieurs civils de France ; une tentative pour obtenir l'acceptation du ministre du commerce est alors bien avancée au point qu'un plan d'architecte est établi pour une école d'ingénieurs à Lille avec un effectif prévisionnel de cent soixante élèves. Néanmoins, toutes les tentatives auprès des ministères parisiens et antérieures au coup d'État du 2 décembre 1851 échouent.
De 1798 à 1849, chaque exposition des produits de l'industrie française qui a lieu à Paris témoigne de la force française dans l'innovation de produits et des modes, à défaut d'être en pointe sur les machines et innovations de procédés : « l'exposition de 1849 notamment, qui fut un succès remarquable, marqua beaucoup les observateurs britanniques alors que les interrogations sur l'industrie du Royaume-Uni, frappée par la crise et la concurrence étrangère, se multipliaient (...) en butte à la supériorité esthétique des objets continentaux ». L'Exposition universelle de 1851 à Londres est à l'apogée de l'industrie britannique et des manufactures de l'Époque victorienne, suivie par le sursaut industriel français à l'Exposition universelle de 1855 à Paris.

#### Lille dans l'ère du machinisme industriel
Les infrastructures de transport routier et ouvrages d'arts des ponts et chaussées, notamment ceux des voies stratégiques reliant Paris aux frontières du Nord et de l'Est dont l'entretien a été privilégié par les souverains et gouvernements, ainsi que le réseau des voies navigables, font l'objet de grands travaux constants depuis le XVIIe siècle facilitant les échanges économiques, le transport de marchandises et de matériaux pondéreux tels que le charbon et le fer, réduisant la variabilité régionale des prix. Après le plan Becquey de 1822, le Nord de la France devient la région la plus riche en voies navigables au cœur de l'Europe fluviale. Le chemin de fer d'Anzin dessert des installations minières à partir de 1838, cinq ans après l'ouverture de la ligne de Saint-Étienne à Lyon (1833) avec la locomotive de Marc Seguin (1827-1829), qui fait partie des locomotives pionnières avec la locomotive de Richard Trevithick (1804), la Locomotion n° 1 et la Rocket de George Stephenson (1829). Le télégraphe Chappe établi entre Paris et Lille en 1794 est remplacé par la télégraphie électrique en 1846, qui contribue à une révolution des communications et de la diffusion rapide des informations, amplifiée par l'impression à grand tirage et à faible coût des journaux par des machines rotatives mises au point par Hippolyte Marinoni, par l'essor du service postal et de la photographie. La même année 1846, le service de chemin de fer pour le transport de passagers est ouvert avec la ligne de Paris-Nord à Lille, remplaçant 22 h de diligence hippomobile par 4 h de trajet ferroviaire. Des chemins de fer régionaux s'y greffent progressivement pour désenclaver les territoires et écouler les marchandises, permettant de passer d'une économie du surplus contingent à une industrie productiviste en croissance continue et à la consommation de masse avec l'invention du grand magasin et de la vente par correspondance par Aristide Boucicaut à Paris en 1852, qui connaitra un grand essor dans le Nord de la France durant la décennie 1920.
« La première cause de l'avènement d'un marché mondial au XIXe siècle est sans conteste la révolution des transports. C'est l'histoire bien connue des canaux, des progrès de la navigation et des chemins de fer qui ont réduit les distances à l'échelle nationale, continentale et surtout intercontinentale après 1815 », illustrée par le commerce maritime transatlantique et par le Canal de Suez qui sera percé entre 1859 et 1869. « La conséquence de ces transformations a été un effondrement sans parallèle - avant ou après le XIXe siècle - du coût du fret maritime », mettant les manufacturiers et les négociants du Nord de la France dans une situation d'import-export d'envergure mondiale.
Tandis que l'activité des maitres de forges, des sidérurgistes et des entrepreneurs de métallerie, se développe avec des outils industriels de plus en plus puissants, des constructeurs de machines à vapeur de force motrice, de locomotives, de pompes hydrauliques, de structures métalliques et de rails de chemins de fer apparaissent : la Compagnie des chemins de fer du Nord, sous contrôle de banques parisiennes, a un bureau d'études à Hellemmes-Lille qui conçoit ses propres locomotives après avoir initialement importé des machines anglaises. L'industrie de la construction ferroviaire est en plein essor, particulièrement la mécanique de traction et la construction des chaudières de locomotives, sans oublier les chaudières et systèmes pour l'industrie métallurgique, chimique et agro-alimentaire, alliant la métallurgie et la thermodynamique, avec notamment Pierre Boyer, le plus ancien constructeur de machines à vapeur lillois avec un atelier à Lille en 1818 puis à La Madeleine-lez-Lille en 1851 (la société de Pierre Boyer devient A. Blondel et Cie, dirigée par l'ancien élève de l'École Achille Blondel (1882)), l'usine de construction de machines à vapeur Le Gavrian Dequoy et Cie à Moulins-Lille, puis ultérieurement la Compagnie de Fives-Lille, les Ateliers de construction du Nord de la France et la Société ferroviaire franco-belge de Raismes. Vers 1850, Isidore Farinaux et Amédée Le Gavrian dominent, par le volume de leur chiffre d'affaires, les autres constructeurs de machines à vapeur. Le Gavrian, Farinaux et Boyer, présentent séparément des chaudières et machines à vapeur et sont médaillés à l'Exposition universelle de 1855. Paul Le Gavrian devient le licencié exclusif en France du brevet de la machine à vapeur Corliss, présentée à l'Exposition universelle de 1867.

« Entre 1850 et 1914, le fait le plus important de l’histoire de Lille est la montée irrésistible de la puissance industrielle. L’activité textile continue sur sa lancée et s’épanouit. Mécanisée de bonne heure – avec l’emploi des métiers self-acting ou renvideurs, ainsi que de la vapeur – la filature de coton s’impose au cœur même de Lille et dans ses nouveaux quartiers. Vers 1850, la ville compte 34 filatures utilisant près de 400 000 broches à filer et à retordre ; dès 1854 ces chiffres montent à 43 et plus de 600 000 ; en fin de siècle, à 20 et plus d’un million, résultant du mouvement de concentration industrielle. Quelques puissantes unités de production brillent d’un vif éclat (J.-B. Wallaert, famille Thiriez, Le Blan et fils, etc). L’industrie métallique, métallurgique de transformation et mécanique devient rapidement le second fleuron de l’économie lilloise. De très puissants établissements se sont implantés dans la ville même et en premier lieu, la Compagnie de Fives-Lille, fondée en 1861. D’autres établissements importants entourent cette usine phare de construction de ponts et de locomotives : la société de construction métallique A. Blondel et Cie ou la filterie J. Crespel. Ce sont aussi les établissements Dujardin ou la maison Walker. La puissance de l’industrie chimique lilloise apparaît dans les établissements Kuhlmann (trois usines à Wattrelos, La Madeleine et Loos). Enfin, le commerce est un foyer très actif de consommation : industries alimentaires (brasseries, minoteries, biscuiteries, confitureries). Lille est une terre de contrastes, entre la toute-puissance des classes dirigeantes et la misère des classes populaires,. »

En 1854, Lille est pleinement dans l'ère du machinisme industriel, en synchronisme avec les régions industrielles de l'Europe, comprenant le centre de l'Angleterre et le sud de l'Écosse (Lancashire pour le coton, Écosse et Yorkshire pour la laine, Écosse pour le lin, Pays de Galles, Midlands et Écosse pour la sidérurgie), la Belgique (textile à Gand et Verviers, mines et sidérurgie dans le sillon Sambre-et-Meuse de Liège-Seraing à Charleroi et Mons), le Nord et l'Est de la France (industrie cotonnière à Rouen, Lille, Mulhouse ; industrie lainière à Elbeuf, Roubaix-Tourcoing, Reims, Sedan ; industrie sidérurgique dans les Ardennes, Lorraine et Massif central), mais aussi avec l'émergence des bassins miniers et sidérurgiques de la Ruhr et de la Saxe, Silésie et Bohême.
En France, le Nord, la Seine et le Rhône sont les départements les plus précocement urbanisés et industrialisés et attirent les flux d'immigration. Des concentrations industrielles à haute intensité capitalistique se déploient au voisinage des groupements miniers et métallurgiques de la Loire et du Nord-Pas-de-Calais, puis avec la métallurgie et la sidérurgie dans le bassin lorrain et la production de l'aluminium des Baux-de-Provence, avec l'industrie chimique du Nord de la France puis le couloir de la chimie du Rhône, les concentrations textiles de Normandie, du Nord, de l'Alsace et du Lyonnais, puis les multiples pôles d'industrie mécanique française.
Mais un tissu de petites entreprises et industries dynamiques très dispersées sur le territoire français résiste aux concentrations industrielles de la seconde moitié du XIXe siècle. « En France, en 1851, seulement 27,6% de la population active travaille dans le secteur industriel (...) En 1855-1866, la production artisanale y est encore 1,6 fois supérieure à celle de l'industrie. La segmentation des marchés et la pluriactivité demeurent alors la règle. Ce n'est qu'entre les années 1860 et 1890 que l'alternance saisonnière entre agriculture et industrie commence à décliner ». La petite et moyenne entreprise, l'artisanat et la petite exploitation agricole restent sociologiquement dominants dans un pays où deux tiers de la population vit à la campagne dans des villages de moins de 2 000 habitants durant tout le XIXe siècle. Résistant au modèle industriel de l'usine mécanisée, « les ateliers artisanaux urbains ou les micro-établissements insérés dans le tissu rural, qui prolongent les dynamiques industrielles héritées du XVIIIe siècle, demeurent la forme normale et la plus fréquente de production industrielle. (Il y a) persistance, à côté de la production de masse qui recourt à des machines spécialisées et à du travail déqualifié en vue de produire des biens standardisés, d'une production « flexible ». Celle-ci mobilise un travail qualifié et des machines artisanales souples qui aident à perfectionner les savoir-faire en donnant la possibilité d'appliquer les techniques de l'artisan à la fabrication de produits toujours plus variés. »
Contrairement au Royaume-Uni qui exploite son empire colonial et s'en approprie les matières premières, ressources forestières, agricoles et alimentaires importées en Grande-Bretagne pour l'industrie et pour nourrir une main d'œuvre ouvrière urbaine croissante formée de familles d'anciens paysans appauvris expulsés des campagnes par le mouvement des enclosures, la France ne détruit pas son tissu social rural et ne sacrifie pas son autosuffisance alimentaire assurée localement par 9 millions d'agriculteurs métropolitains, générant près de la moitié du produit national brut (le déficit de la balance commerciale agricole est compensé par l'exportation de produits de luxe). À titre d'illustration de l'évolution de l'emploi par secteur d'activité en France durant les deux siècles de l'industrialisation en 1800, 1900, 1950 et 2012 respectivement, l’agriculture occupe 64 %, 43 %, 32 %  et 3 % de l’emploi total tandis que les services sont à 14 %, 28 %, 35 % et 76 %, l'emploi industriel quant-à-lui croissant de 22 % (1800) à 29 % et 33 % (1900 et 1950) puis retournant vers 21 % (2012).
« C'est au recensement de 1846 que l'effectif de la population rurale (...) atteint son maximum (avec) 27,3 millions de ruraux qui représentent 77 % de la population totale. Par la suite, les campagnes françaises ne cessent de se dépeupler mais d'abord à un rythme très lent (...). Entre le recensement de 1846 et celui de 1911, la France des villages a perdu 4,3 millions d'habitants (avec) d'importantes disparités régionales. » La population urbaine passe de 5 millions en 1851 à 18 millions en 1911, soit un triplement de la taille des villes, correspondant à un passage de 14 % à 45 % de citadins dans la population totale.
Une société technicienne se met en place peu à peu, reposant simultanément sur l'administration publique, les industriels financiers et sur l'individualisme entrepreneurial, sur l'affirmation progressive de l'identité et du pouvoir des ingénieurs, la professionnalisation et la hiérarchisation du monde des ouvriers et des employés.

### Actions préparatoires entre 1852 et 1854
Conjoncturellement, « après la stagnation des prix qui durait depuis une trentaine d'années et la crise particulièrement violente de 1846-1848, les années 50 sont marquées par une reprise générale des affaires : dès 1849, les prix remontent, et par conséquent les profits (les années 50-57 ont été excellentes pour l'industrie dans le Nord). La confiance renait, garantie par le pouvoir autoritaire du Second Empire. »
Les cours des chaires municipales de sciences appliquées (physique expérimentale, mécanique et chimie appliquées aux arts industriels) sont accessibles à des auditeurs dans le cadre des Écoles académiques de Lille, financées par la municipalité, selon un mode de fonctionnement similaire à celui du Conservatoire national des arts et métiers. Il y a des cours du jour et des cours du soir le mercredi et le samedi.
Outre le budget de l'école primaire supérieure de Lille pour l'éducation des élèves jusqu'à 15 ans, la municipalité de Lille témoigne de son engagement pour le développement de l'enseignement secondaire et de l'enseignement supérieur au travers de la construction d'un nouveau bâtiment du lycée de Lille dans des locaux rénovés rue des Arts nécessitant un investissement municipal d'un million cinq cent mille francs et dont une aile est destinée à la faculté des sciences de Lille. Le 15 novembre 1852, le lycée est inauguré par Hippolyte Fortoul, devenu ministre de l'instruction publique du gouvernement bonapartiste au début du Second Empire.
À Paris, le chimiste Jean-Baptiste Dumas, cofondateur de l'École centrale des arts et manufactures, ancien député du Nord et promoteur depuis 1847 de l'enseignement scientifique dans les collèges,, et l'astronome Urbain Le Verrier sont nommés inspecteurs généraux de l'enseignement supérieur le 9 mars 1852. Ils sont tous deux en faveur de l'industrialisation accélérée de la France et correspondent avec Frédéric Kuhlmann. Tandis que Jean-Baptiste Dumas va prendre une part active à la création de l'École des arts industriels et des mines de Lille en 1853-1854, le fils aîné d'Urbain Le Verrier, Léon Le Verrier, deviendra professeur à l'École des arts industriels et des mines de Lille de 1861 à 1866,.
Urbain Le Verrier et Jean-Baptiste Dumas assistent le ministre Fortoul dans une réforme de l'enseignement : une place nouvelle est donnée aux sciences dans les lycées en 1852, avec le système de la « bifurcation des études » entre une filière littéraire et une filière scientifique pour les élèves âgés de 14 ans (la bifurcation sera supprimée en décembre 1864, Victor Duruy crée en 1865 l'enseignement secondaire spécial, dit cursus moderne à finalité professionnelle, et trois années de mathématiques préparatoires, élémentaires et spéciales pour ceux qui se préparent aux concours en alternative au cursus des humanités classiques conduisant au baccalauréat.). « Les programmes de 1852 introduisent la bifurcation entre lettres et sciences, mais il était formellement spécifié que l'enseignement des sciences serait donné en vue des applications. »
Le 24 août 1853, le ministre Fortoul décide de l'ouverture d'écoles professionnelles en France,,. Il est influencé par les principes pédagogiques promus par César Fichet,, auteur d'un mémoire sur l'apprentissage et sur l'éducation industrielle en 1847,. Fichet adresse un mémoire à Napoléon III, en 1852, lu par le ministre Fortoul. Fichet est l'avocat d'un système à trois niveaux (collèges artistiques pour ingénieurs et chefs d'exploitation, écoles d'arts et métiers pour un niveau intermédiaire et écoles communales d'apprentissage pour la majorité des élèves), mais c'est surtout l'éducation industrielle des fils de négociants et d'entrepreneurs que vise Fichet ; son disciple Victor Denniée, ingénieur civil, est aussi l'auteur d'un mémoire sur l'enseignement professionnel publié en 1852, citant les analyses de Jean-Baptiste Dumas
sur l'état de l'enseignement scientifique et la nécessité d'une filière d’enseignement secondaire tournée vers les sciences appliquées.
Fichet rencontre le ministre Fortoul en juillet 1853. Le recteur de l'académie de Douai-Lille est informé par le ministre le 29 août 1853. Un mois plus tard, le 23 septembre 1853, la chambre de commerce de Lille organise à la vieille bourse une réception en la présence de Napoléon III et obtient l'autorisation d'ouvrir une école supérieure industrielle, après un discours de Frédéric Kuhlmann sur l'essor de l'industrie nationale. Napoléon III délègue à Jean-Baptiste Dumas le soin de venir à Lille le 9 octobre 1853 pour des échanges avec Frédéric Kuhlmann. Le 25 novembre 1853, César Fichet est auditionné par le conseil municipal de Lille et donne un objectif de formation de « jeunes directeurs d'industrie », sur le modèle de l'École centrale des arts et manufactures tandis que le maire Auguste Richebé évoque une école de contremaîtres de type arts et métiers, ce qui témoigne des incertitudes sur le niveau de formation visée et la strate de la société à laquelle elle s'adresse, qui ne seront définitivement résolues qu'en 1860. Le conseil municipal se prépare dès janvier 1854 à la transformation des chaires de physique expérimentale et géométrie industrielle, et de chimie appliquée aux arts industriels des Écoles académiques de Lille, « dans le cas où, comme il y a apparence, une faculté des sciences et une école professionnelle d'arts et métiers seraient établies à Lille,, ».

Fortoul « introduira les manipulations et les expériences à l'agrégation scientifique, et créera en 1854 des cours de sciences appliquées. »

« Ce n'est pas sans intention, Monsieur le Préfet, que le choix du gouvernement porte sur le principal foyer industriel du Nord de la France ; l'enseignement des sciences dans leurs applications pratiques à l'industrie et aux arts, la connaissance des inventions de perfectionnement qui étendent chaque jour les conquêtes de la physique, de la chimie et de la mécanique ne peuvent manquer d'être recherchées dans un centre aussi actif que Lille par la jeunesse qui se prépare aux carrières industrielles. »

« Les cours de sciences appliquées, destinés à enrichir l'industrie de tous les trésors des applications de la théorie, feront entrer dans l'enseignement universitaire un enseignement qui tendait à se développer en dehors de lui, et auquel se rattache la richesse nationale. »

— Hippolyte Fortoul, 5 octobre 1854

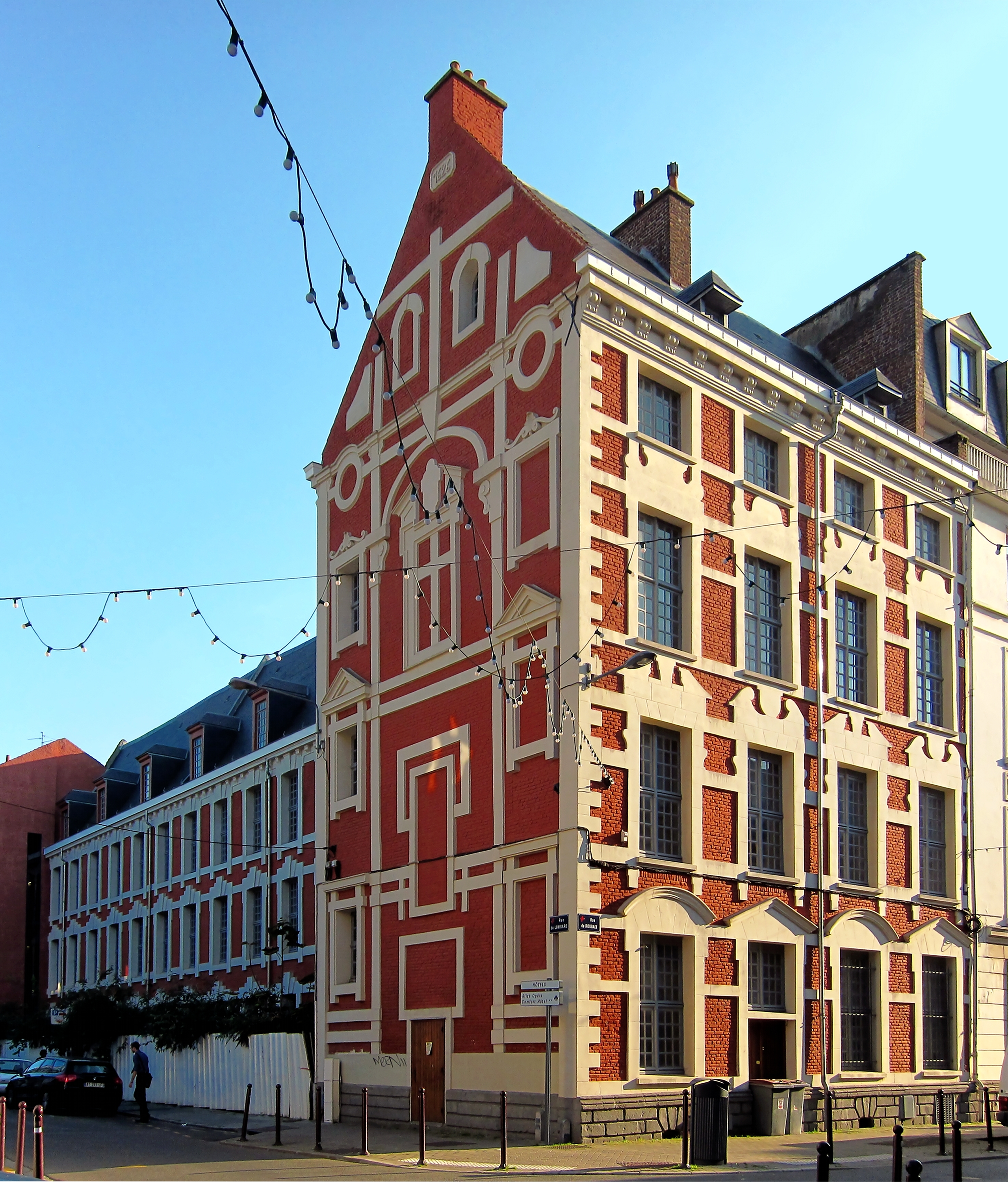
Bâtiment historique de l'École des arts industriels et des mines (1854-1871) et de l'Institut industriel du Nord (1872-1875), 2-4 rue du Lombard

Il faut néanmoins attendre l'automne 1854 pour que Louis Pasteur et la faculté des sciences s'établissent dans le même lieu, rue des Arts, et structurent un véritable enseignement universitaire supérieur et qu'à proximité, rue du Lombard, pour les sciences appliquées s'établisse l'École des arts industriels et des mines, dont l'École centrale de Lille contemporaine est l'héritière.

### Fondation de l'École en 1854
Simultanément à l'installation rue des Arts de la faculté des sciences de Lille dont le premier doyen est Louis Pasteur, l'École, est inaugurée rue du Lombard, le 1er octobre 1854 « sous les auspices et avec le concours du gouvernement et de la ville », soutenant l'essor de l'industrie régionale au XIXe siècle.
Elle se substitue aux cours municipaux de sciences et techniques soutenus depuis 1795 conjointement par la ville de Lille et le conseil général du Nord, avec l'appui des industriels et des scientifiques via la chambre de commerce et la Société des sciences, de l'agriculture et des arts de Lille. Elle remplace notamment les chaires municipales de physique, chimie et mécanique appliquées aux arts industriels respectivement créées en 1817, 1822 et 1826.

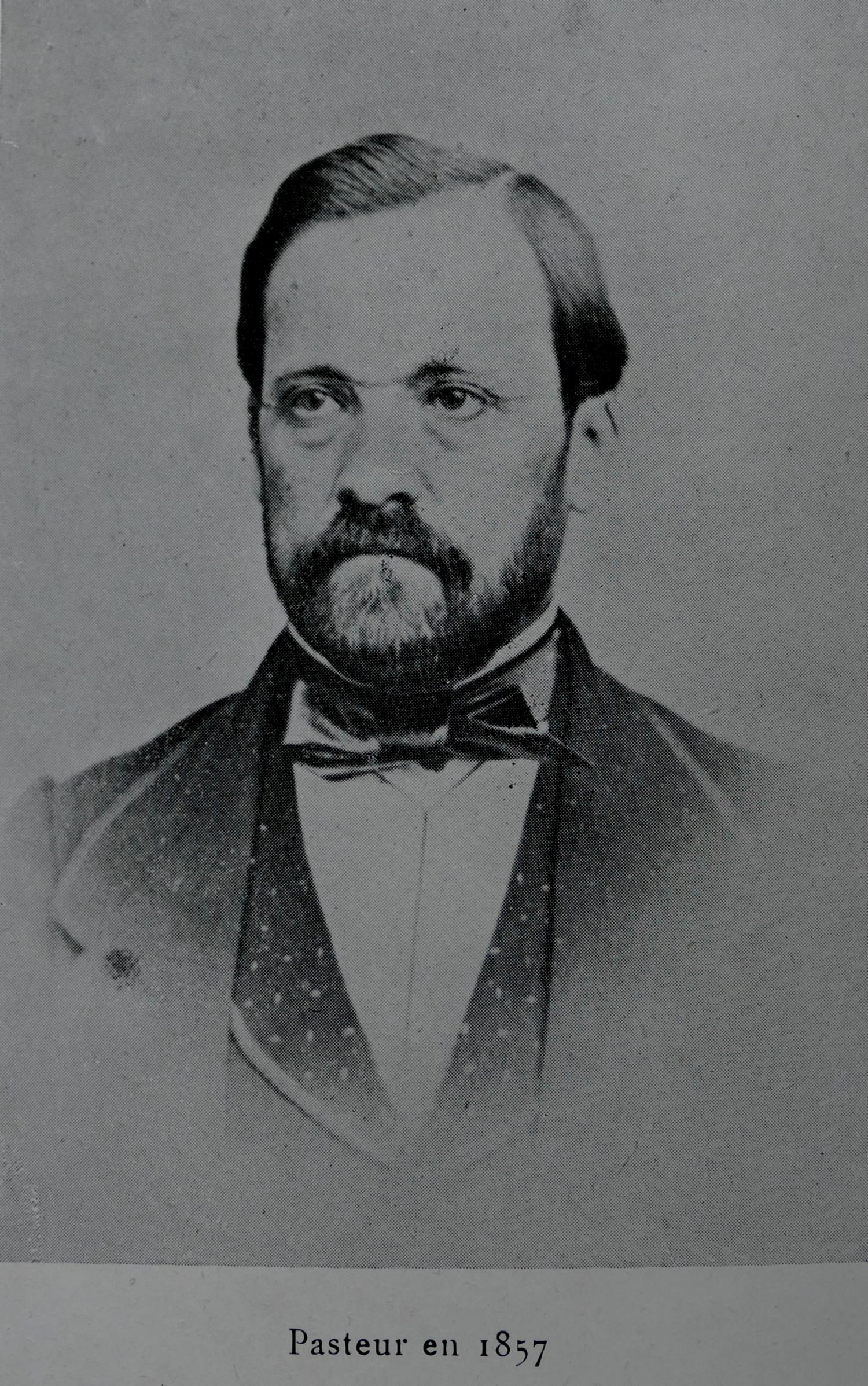
Louis Pasteur, promoteur des sciences appliquées à Lille, doyen de la faculté des sciences tutrice de l'École

Le concours des professeurs de la faculté des sciences est essentiel dans l'essor de l'École, tout comme celui d'industriels praticiens. Deux mois après sa fondation, le doyen de la faculté des sciences de Lille, Louis Pasteur, rappelle les interactions sciences-industrie et l'importance de la formation en sciences appliquées à Lille : 

« À côté de cette heureuse et capitale innovation dans les facultés de sciences, il en est une autre dont le succès ne peut être contestable dans le département du Nord. Le même décret impérial que je rappelais tout à l'heure a institué un nouveau grade universitaire sous le titre de « certificat de capacité pour les sciences appliquées ». (...) Je voudrais qu'au sortir des écoles de commerce ou des écoles professionnelles, les jeunes gens destinés à la carrière industrielle fussent mis en mesure par leurs parents de venir profiter des immenses ressources de la faculté des sciences que la munificence du conseil municipal de Lille a installée dans les conditions les plus propices à assurer sa prospérité. Sous ce rapport, les facultés des sciences peuvent étendre beaucoup les services rendus par l'École centrale des arts et manufactures de Paris. Le certificat que nous délivrerons correspondra, quoique avec moins d'autorité sans doute, au diplôme des élèves de l'École centrale. (...)
Nous n'oublierons point que la théorie est mère de la pratique, que sans elle la pratique n'est que la routine donnée par l'habitude, et que la théorie seule fait surgir et développe l'esprit d'invention (...) Vous connaissez ce mot charmant de Franklin : il assistait à la première démonstration d'une découverte purement scientifique et l'on demandait autour de lui : mais à quoi cela sert-il ? Franklin répond : à quoi sert l'enfant qui vient de naître ? (...) La découverte théorique n'a pour elle que le mérite de l'existence. Elle éveille l'espoir et c'est tout. Mais laissez-la cultiver, laisser-la grandir et vous verrez ce qu'elle deviendra (...) par hasard, diriez-vous peut-être, mais souvenez-vous que dans les champs de l'observation le hasard ne favorise que les esprits préparés. »

— Louis Pasteur, 7 décembre 1854

### Évolutions de l'École en 1857, 1860 et 1872

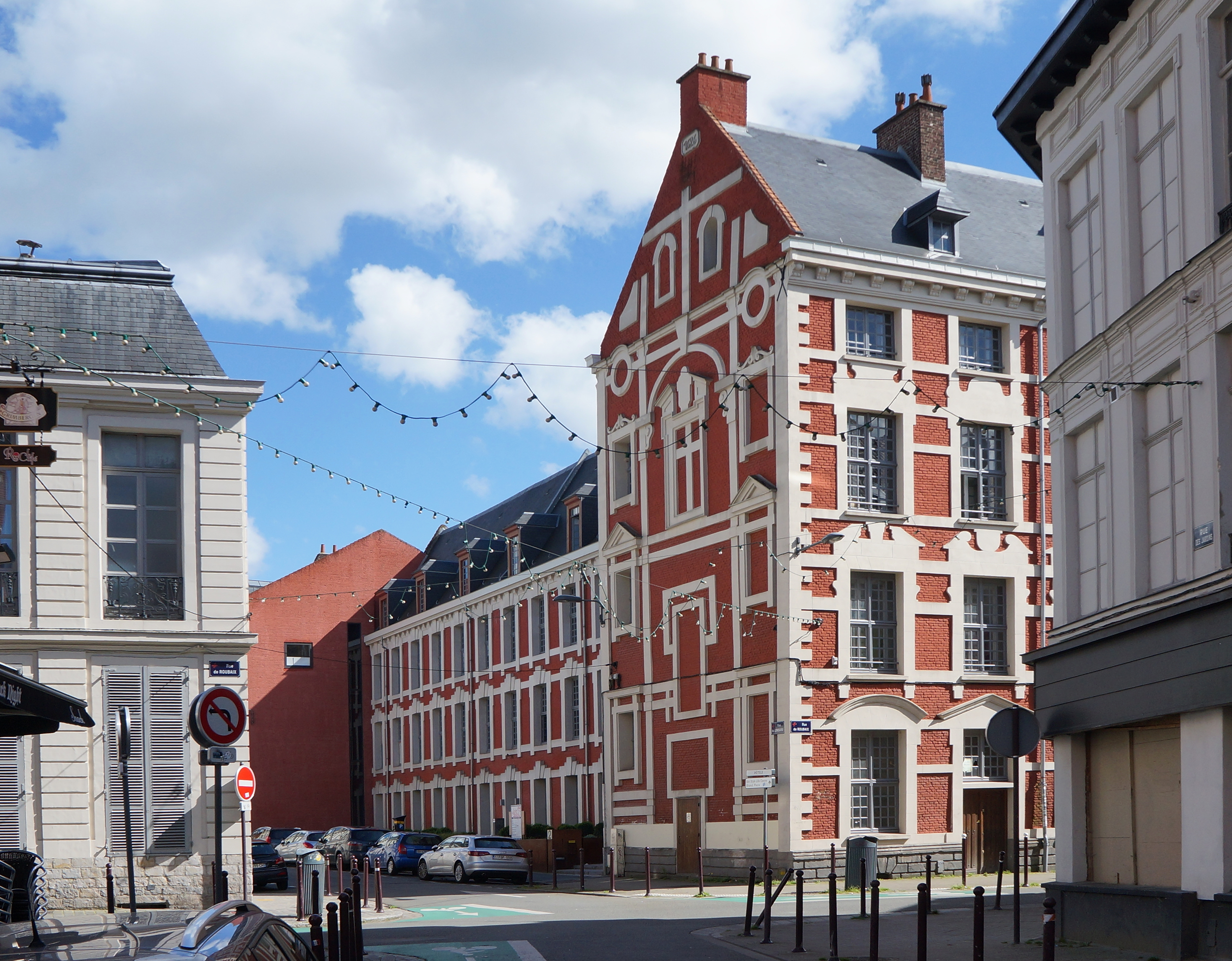
Hôtel du Lombard (École des arts industriels et des mines de Lille.)

L'École évolue dans son organisation et ses programmes d'enseignement.
En 1854, l'École est créée à l'instigation du ministre de l'instruction publique Fortoul, qui assure la tutelle de l'enseignement professionnel. L'École est ainsi considérée comme l'école professionnelle du Nord,,.
De 1857 à 1860, le programme de formation évolue pour devenir un enseignement d'école supérieure industrielle. Or, l'enseignement spécial industriel est sous la tutelle du ministère du commerce. Des négociations entre 1860 et 1862 conduisent au transfert de tutelle vers ce ministère. Dépendant virtuellement du ministère du commerce bien que financée exclusivement par les autorités régionales, l'École des arts industriels et des mines devient « École impériale des arts industriels et des mines » ; la dénomination impériale est officialisée entre 1862 et 1864,.
Edmond Bernot, directeur de l'École, est auditionné par la Commission de l'enseignement professionnel le 11 janvier 1864. Le journal britannique The Engineer publie un article sur l'École le 21 juin 1867, détaillant son programme d'étude.
« Jusque vers 1870, l'École centrale, les Écoles d'arts et métiers, les Écoles spéciales de Saint-Étienne et d'Alais, l'École des arts industriels de Lille, l'École d'horlogerie de Cluses, l'École centrale lyonnaise, l'École de La Martinière à Lyon, l'École de filature et de tissage et l'École de chimie de Mulhouse suffisent à répondre aux besoins de l'industrie en ingénieurs, contremaîtres et chefs d'ateliers », auxquels il faut ajouter un nombre restreint d'ingénieurs civils issus de l'École des mines de Paris et de l'École des ponts et chaussées.
Une nouvelle étape est franchie par l'École impériale des arts industriels et des mines en 1872 où elle est transformée en l'Institut industriel du Nord,,,. La transformation de 1872 est consécutive au contexte politique général en France, après la défaite de 1871 et la chute de l'Empire. L'activité de l'école a été très perturbée par la guerre franco-prussienne de 1870-71 : il n'y a plus que 26 élèves inscrits en 1871, à comparer à l'effectif de 90 à 126 élèves quelques années plus tôt.
En effet, « après 1871, la volonté de la ville et du département de voir créée une grande école industrielle de l'État est fortement réaffirmée et ces instances entendent se donner tous les moyens d'y parvenir. (...) Au conseil général du Nord, à la session de 1871, le directeur de l’École des arts industriels, Bernot, fait un rapport proposant de modifier les conditions d’admission dans son établissement et il demande que le titre soit changé en celui d’École centrale du Nord. » Il anticipe dès 1871 la réutilisation de la dénomination « École centrale » de Lille, ce qui sera officialisé par le ministère de l'Éducation nationale 120 ans plus tard. « Mais les propositions de Bernot ne peuvent suffire à contenter les édiles. » Henri Masquelez, polytechnicien et directeur des travaux municipaux de Lille, est mandaté pour faire une enquête internationale sur les établissements similaires et émettre une nouvelle proposition plus ambitieuse dotée d'un budget d'investissement de plus d'un million de francs. « Inquiets à juste titre, le département et la ville se concertèrent en vue d'une nouvelle réorganisation. Au cours de la session d'avril 1872 et de la séance du 5 octobre 1872, le conseil général et le conseil municipal votent les crédits pour la construction d'un immeuble mieux approprié à cette organisation. L'École deviendra l'Institut industriel agronomique et commercial du Nord de la France. Après les suppressions successives ultérieures des sections agronomiques et commerciales, elle s'appelle Institut industriel du Nord de la France. La construction du nouvel établissement (...) fut activement poursuivie et à la rentrée des vacances de Pâques de 1875, les élèves purent en prendre possession. Entre-temps, la soudure entre l'ancienne École et le nouvel Institut s'était faite dans l'immeuble communal de la rue du Lombard » utilisé par l'École des arts industriels et des mines. Son héritière en est l’École centrale de Lille.

## Administration de l'École de 1854 à 1872

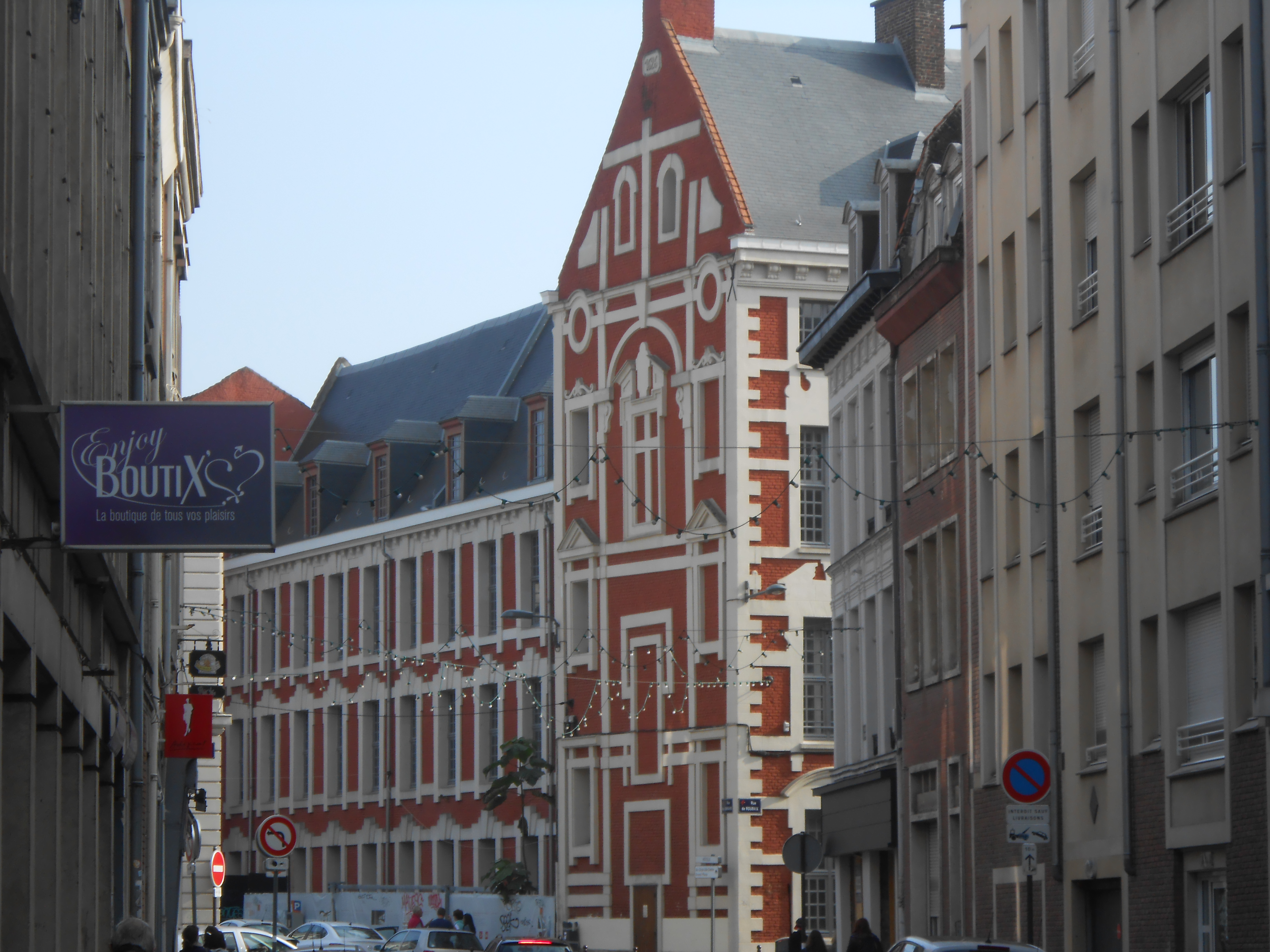
Hôtel du Lombard (École des arts industriels et des mines de Lille.)

### Statuts et organisation de l'École
Ouverte comme « école professionnelle du Nord » en 1854, « cette école, établissement de l'État, subventionné par la ville de Lille, est placée sous la surveillance des autorités instituées par la loi du 15 mars 1850, et d'une commission nommée par le ministre. Elle prépare aux professions commerciales, par l'étude des opérations de négoce, de la comptabilité et du droit commercial, aux carrières industrielles, par l'étude des matières employées dans l'industrie, aux services administratifs où l'étude des mathématiques appliquées est exigée, comme dans le service des ponts et chaussées, des chemins de fer et de la télégraphie, et plus spécialement aux arts mécaniques. »
Le statut de l'École n'est pas clair de 1854 à 1857, son financement public n'étant pas garanti. Certes, c'est le ministre Fortoul lui-même qui a donné instruction au recteur de l'académie en août 1853 de convenir des conditions par lesquelles l'École pourrait être établie. C'est par ailleurs sur l'insistance du préfet du Nord que le maire de Lille Auguste Richebé convainc en janvier 1854 un conseil municipal réticent de s'associer financièrement à l'initiative gouvernementale et de financer l'installation de l'École rue du Lombard dans le centre de Lille et l'entretien des locaux, tant que l'État s'engage au paiement des salaires : les édiles auraient préféré une école d'arts et métiers entièrement prise en charge par l'État. Cependant, lorsque des difficultés financières apparaissent en 1856, la municipalité de Lille refuse de s'engager davantage, arguant que l'école est de statut privé malgré la mise de fonds publics initiale. Le directeur Victor Denniée déclare qu'il n'a accepté le poste que selon l'hypothèse qu'il obtenait par ce biais un statut universitaire, tel que défini dans l'arrêté de sa nomination publié au Bulletin administratif de l'instruction publique en 1854, donc un statut public,. Finalement, c'est le gouvernement qui est obligé de prendre en charge fin 1856 le déficit budgétaire des deux premières années de fonctionnement de l'École par une subvention exceptionnelle.
L'équilibre de son budget de fonctionnement reste précaire. L'État assure quelques subventions irrégulières, notamment en 1857 et offre des bourses à des élèves. Même la faculté des sciences se plaint : « La faculté manque absolument des instruments, des modèles et même des dessins nécessaires aux démonstrations des cours de mécanique et de machines. Les collections font également défaut pour le cours de dessin appliqué aux arts industriels et jusqu'ici le professeur en a supporté les frais. » De fait, ce sont le conseil général du Nord et la municipalité de Lille qui assurent le financement de l'école à partir de 1857, complété par les frais de pensionnat (seule une minorité d'élèves est demi-pensionnaire ou externe).
De 1857 à 1860, son enseignement se transforme rapidement en un enseignement spécial d'« école supérieure industrielle », qui s'adresse « non aux contremaîtres qui l'avait dédaignée mais aux fils des industriels déjà en majorité »,. La dénomination « École des arts industriels et des mines » s'impose à partir de 1860 à l'occasion d'un transfert de tutelle du ministère de l'instruction publique au ministère du commerce, son financement étant néanmoins pris en charge par les autorités régionales et par les frais de scolarité : les locaux et le mobilier appartiennent à la municipalité de Lille qui accorde une subvention de fonctionnement, le conseil général du Nord accorde des bourses à des élèves et contribue aux dépenses de fonctionnement et d'investissement.
À plusieurs reprises entre 1857 et 1872, les autorités régionales considèrent que le financement par l'État est insuffisant, voire « défaillant », ce qui affecte la qualité de l'enseignement aux élèves-ingénieurs, et le consignent dans leurs rapports et délibérations. Le ministère de l'instruction publique réduit progressivement sa subvention, qui passe de dix mille francs en 1857 à zéro en 1861. Quant à la subvention du ministère du commerce, elle n'est pas à la hauteur des besoins, et cesse en 1866. Les autorités régionales, fortes de l'alliance entre les professeurs de la faculté des sciences et les industriels, assurent seules le complément budgétaire nécessaire au fonctionnement de l'école.
En 1872, l'école devient un établissement sous la tutelle directe du conseil général du Nord, cofinancé par la ville de Lille. Cela se traduit par la nouvelle dénomination Institut industriel du Nord de la France pour la formation des ingénieurs dans les locaux de l'école.
Le statut de l'école a donc varié selon la période historique, la dénomination École des arts industriels et des mines correspondant seulement à la période couvrant le Second Empire :
- École professionnelle du Nord (École des arts industriels et des mines), de 1854 à 1860, sous la tutelle du ministère de l'instruction publique[L 11],[E 3],[Nord 7] ;
- École des arts industriels et des mines de Lille, de 1860 à 1862, sous la tutelle du ministère de l'instruction publique[D 8],[D 9] ;
- École impériale des arts industriels et des mines de Lille, de 1862 à 1871, sous la tutelle du ministère du commerce et des travaux publics[D 12],[Nord 1] ;
- École spéciale des arts industriels et des mines de Lille, en 1871-1872, sous la tutelle du ministère du commerce et des travaux publics[Nord 3] ;
- Institut industriel agronomique et commercial du Nord de la France (IDN), de 1872 à 1875, sous la tutelle du conseil général du Nord[D 13],[D 14] ;
- Institut industriel du Nord de la France (IDN), de 1875 à 1991, sous la tutelle du conseil général du Nord, puis du ministère de l'Éducation nationale ;
- École centrale de Lille, depuis 1991, sous la tutelle du ministère de l'Éducation nationale.

### Localisation et aménagements

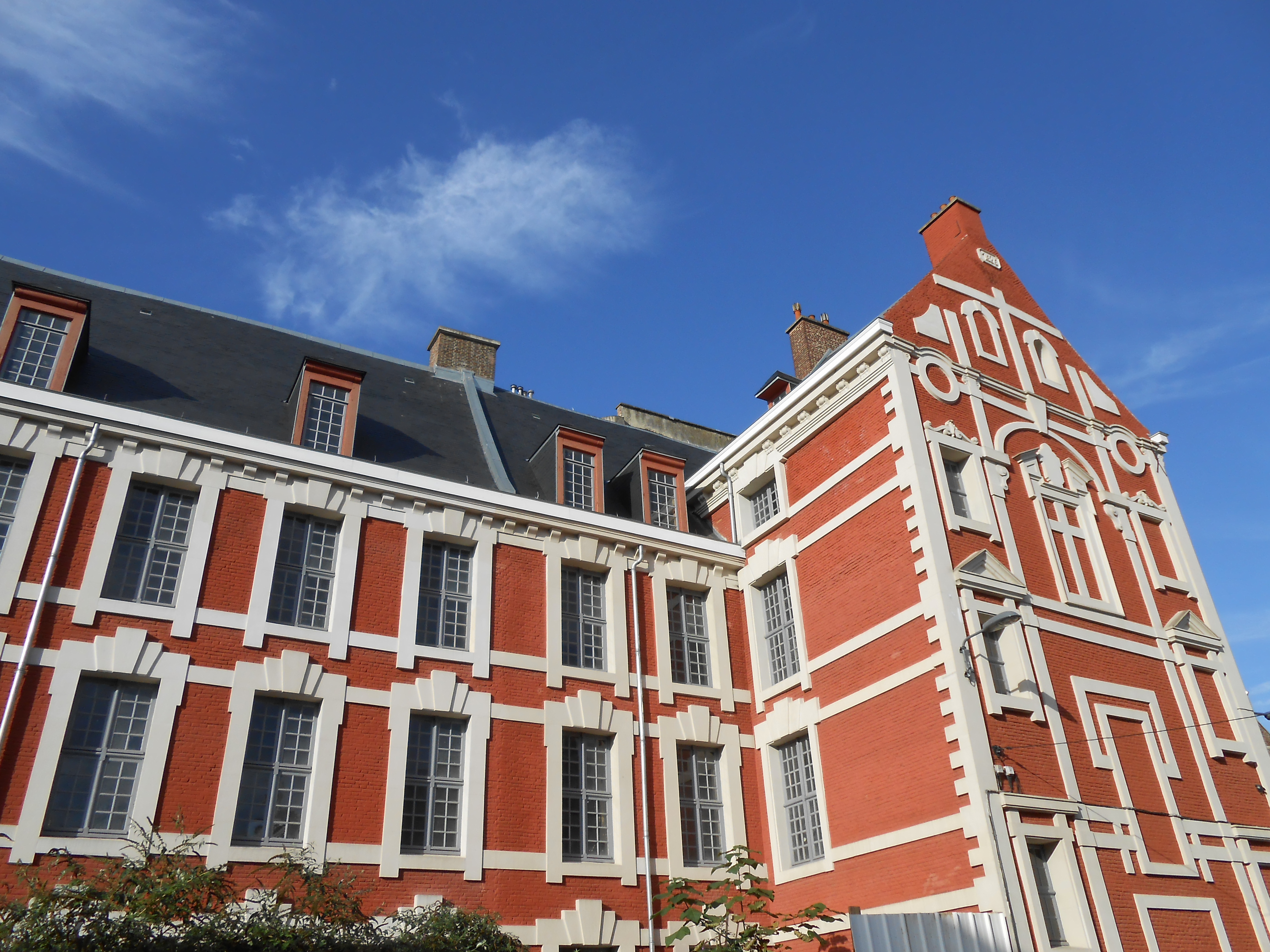
École des arts industriels et des mines, 2 et 4 rue du Lombard à Lille

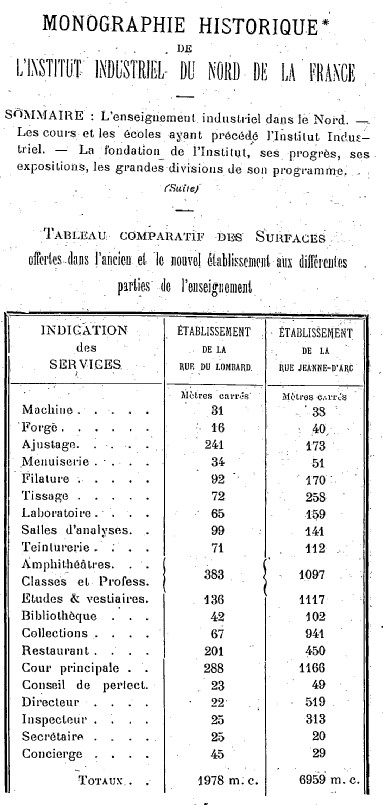
Surfaces d'enseignement rue du Lombard (1854-1875) par rapport à celles du bâtiment rue Jeanne-d'Arc à partir de 1875

L'École est localisée de 1854 à 1875 dans le centre de Lille, 2 rue du Lombard, dans les locaux établis pour la chaire municipale de chimie appliquée aux arts industriels de 1824 à 1854.
L'École est en face de l'hôtel particulier de l'industriel Scrive spécialiste des cardes textiles et actionnaire-fondateur des mines de Lens ; « les filateurs achetaient les métiers mull-jennies et les cardes à Lille (chez Scrive, rue du Lombard) », où est installée la troisième plus ancienne machine à vapeur de Lille,. Dans cette rue se trouve aussi le constructeur de machines textiles Dawson et Christy,. La rue du Lombard est située à deux cents mètres de la rue des Arts où se trouvait la première École centrale de Lille en 1796, où les chaires municipales de physique expérimentale et de mécanique ont été installées à partir de 1817 et où le lycée et la faculté des sciences ont été établis en 1852 et 1854 respectivement.
L'École est aussi à proximité de l'école primaire supérieure de Lille ouverte en 1838. Dans la rue des Canonniers, adjacente à l'École, se trouve le domicile du professeur Frédéric Kuhlmann et le siège social des Établissements chimiques Kuhlmann créés en 1825. Les ateliers ferroviaires de la gare de Lille-Flandres construite en 1848 sont proches de l'École. Plus loin, parmi la soixantaine de petits constructeurs mécaniques de Lille dont une dizaine est d'origine britannique, sont établis boulevard Montebello depuis 1852 le constructeur réputé de mécanique textile Samuel Walker et Cie et le filateur Delesalle, et rue de Jemappes le fabricant de peigne mécanique Thomas Harding-Cocker,, la filature mécanique de lin Scrive et la filature Crespel et Descamps, à distance de l'usine de construction de machines à vapeur Le Gavrian et fils (ultérieurement dénommée ateliers Victor Brasseur puis Société des moteurs Crépelle), qui font tous partie des soutiens de l'École.
Le bâtiment de l'École, sur quatre niveaux d'une surface de 1 978 m2, est doté d'un total de trente six pièces. En étages, il comprend deux amphithéâtres, quatre salles de cours, deux salles de dessin et d'étude, deux salles de collections, une bibliothèque, une salle de restaurant, des bureaux de direction et salle des professeurs. Au rez-de-chaussée s'y trouvent un bureau de concierge et secrétariat, des ateliers de machines et génératrice à vapeur, de mécanique, d'ajustage, menuiserie, filature et tissage, autour d'une cour intérieure. Une forge est utilisée pour les cours de métallurgie. Le laboratoire de chimie industrielle utilisé depuis 1824 pour les cours et la chaire de chimie appliquée aux arts industriels initiés par Frédéric Kuhlmann y est aussi un élément essentiel associé à deux salles d'analyses chimiques, une salle de teinturerie et colorants.
L'École afferme ses ateliers du rez-de-chaussée à Émile Boire, chef d'atelier et enseignant de mécanique à l'École de 1859 à 1870, qui crée sa société en 1862 dans les locaux de l'École. Alexandre Baudet est aussi chef d'atelier à l'École ; il est ancien chef de bureau d'étude d'Isidore Farinaux dont il est le gendre. Farinaux est un important constructeur de machines à vapeur fixes et de chaudières, fournisseur de l'industrie textile et des sucreries du Nord de la France. Baudet et Boire font l'acquisition d'actifs des ateliers Farinaux en 1864, développent des innovations et sont lauréats de l'Exposition universelle de 1867, tout en faisant bénéficier la formation des élèves des technologies de machines à vapeur associées.
Le bâtiment héberge aussi deux salles de collections, dites du musée industriel, qui exposent des équipements techniques donnés par des industriels régionaux ou financés par la Société des sciences, de l'agriculture et des arts de Lille, tels qu'échantillons textiles, équipements de l'industrie manufacturière, outils de photographie et appareillages de chimie. Ces machines sont utiles aux travaux pratiques des élèves et constituent un référentiel technologique dont Edmond Bernot est l'administrateur-conservateur. S'y trouve également une collection minéralogique et houillère initiée par Jules Gosselet.
Une réforme des études en 1872 a pour conséquence d'établir l'Institut industriel du Nord dans les locaux de l'école. En 1875, l'Institut industriel du Nord déménage du 2, rue du Lombard, pour s'installer au 17, rue Jeanne d'Arc, dans un immeuble neuf, triplant la surface affectée à l'enseignement et aux laboratoires.

### Effectif étudiant
« Le nouvel établissement n’a accueilli en 1857 que 12 élèves ; en 1861, le nombre total
s’élève à 50,. » Un annuaire du Nord, indique, qu'« en 1865, l'école a admis 66 élèves, dont 56 pensionnaires, 3 demi-pensionnaires et 7 externes. L'École délivre à la fin des études des diplômes d'ingénieurs industriels.» Les élèves qui achèvent le cursus de deux ou trois ans sont diplômés ou reçoivent un simple certificat de capacité, en fonction de leurs résultats. En 1867, l'effectif atteint 90 élèves. À la veille de la guerre franco-prussienne de 1870, l'effectif dépasse 120 élèves ; il tombe soudainement à 26 élèves en 1871-1872.

## Enseignement à l'École de 1854 à 1872
Entre 1854 et 1860, plusieurs refontes de l'enseignement ont eu lieu, transformant l'enseignement professionnel en un enseignement supérieur industriel, jusqu'à la réforme des études en 1872.

### 1854-1856: enseignement professionnel selon les plans du ministre Fortoul, dirigé par Victor Denniée

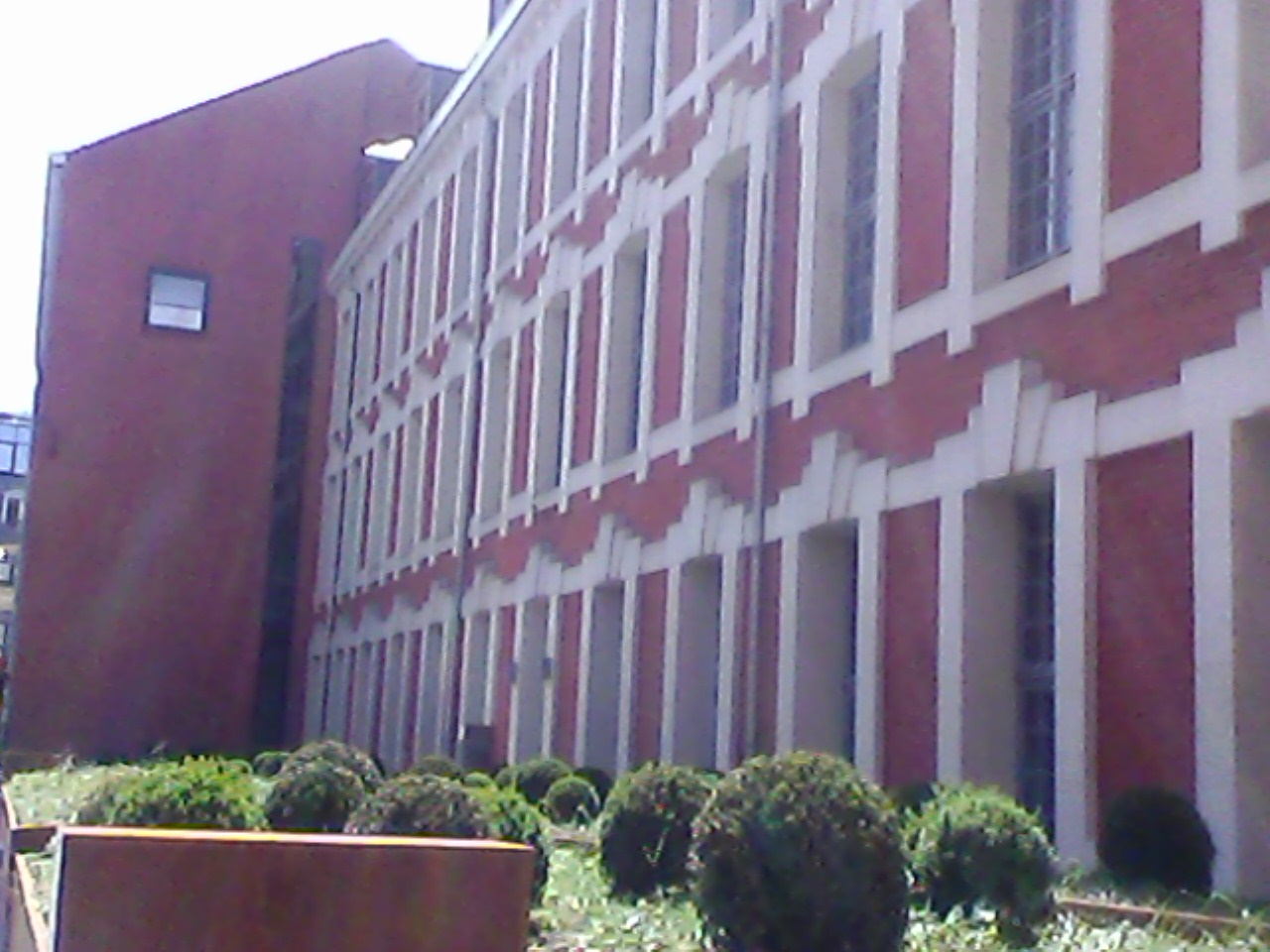
Hôtel du Lombard (École des arts industriels et des mines de Lille.)

Durant les deux premières années scolaires entre 1854 et 1856, sous la direction de l'ingénieur Victor Denniée, nommé par arrêté du 18 octobre 1854,, le programme de l'école « était particulièrement destiné aux jeunes gens qui se proposaient d'embrasser les carrières industrielles, agricoles et commerciales », conformément aux directives exprimées par le ministre Fortoul et acceptées par le maire Richebé en 1853.
L'enseignement à l'école en 1854-1856, fut initialement considéré comme trop théorique par rapport à une École des arts et métiers, et peu utile pour les élèves issus de l'école primaire supérieure, qui, à Lille, était gratuite et d'un niveau de technicité jugé suffisant,. Pour ses détracteurs, elle « donnait un enseignement qui dépassait le but que l'on se proposait et qui, au lieu de rester professionnel, devenait par trop scientifique et théorique ». Ni l'essor de l'école ni l'intérêt pour le certificat de capacité en sciences appliquées de la faculté, promu par Louis Pasteur, ne furent à la hauteur des attentes de la chambre de commerce de Lille. Les subventions accordées étant insuffisantes, des problèmes budgétaires apparurent,,. L'inspecteur général Magin auprès du ministre de l'instruction publique Gustave Rouland est envoyé à Lille en décembre 1856 pour examiner la situation de l'école,,, ceci conduisit à un changement de direction en décembre 1856, à la demande du préfet du département du Nord et après une dotation budgétaire exceptionnelle de l'État.
Entre 1854 et 1856, le niveau d'étude et le profil de recrutement des élèves est incertain. Alors que César Fichet avait indiqué en 1853 à la municipalité un objectif de formation de « jeunes directeurs d'industrie », le maire Richebé avait évoqué l'image d'une pépinière de contremaîtres qualifiés. Quant à Victor Denniée, désabusé après les deux premières années de fonctionnement de l'École, il établit un prospectus en août 1856 évoquant un objectif modeste d'initiation des élèves à la connaissance des arts mécaniques et des sciences industrielles, assurant la formation professionnelle de chefs d'industrie, chef d'ateliers, conducteurs de travaux mécaniques, entrepreneurs, géomètres, agents voyers et employés pour les mines, les chemins de fer, les ponts et chaussées.

« Les écoles professionnelles doivent être des lycées industriels dans lesquels l'enseignement du grec et du latin est remplacé par la pratique de l'atelier. »

— Victor Denniée, 27 septembre 1856
Il faudra attendre le changement de direction en janvier 1857 et plus encore l'année 1860 pour que des objectifs de formation ambitieux d'école supérieure industrielle soient rétablis, recrutant des élèves après le lycée classique.
Le jury d'examen d'entrée à l'école est présidé par Louis Pasteur, jusqu'à son départ pour l'École normale supérieure en 1857.

### 1857-1872: enseignement spécial industriel, dirigé par Edmond Bernot
« Le premier janvier 1857, l'école (est réaffirmée comme) établissement de l'État, subventionné par la ville de Lille »,
.

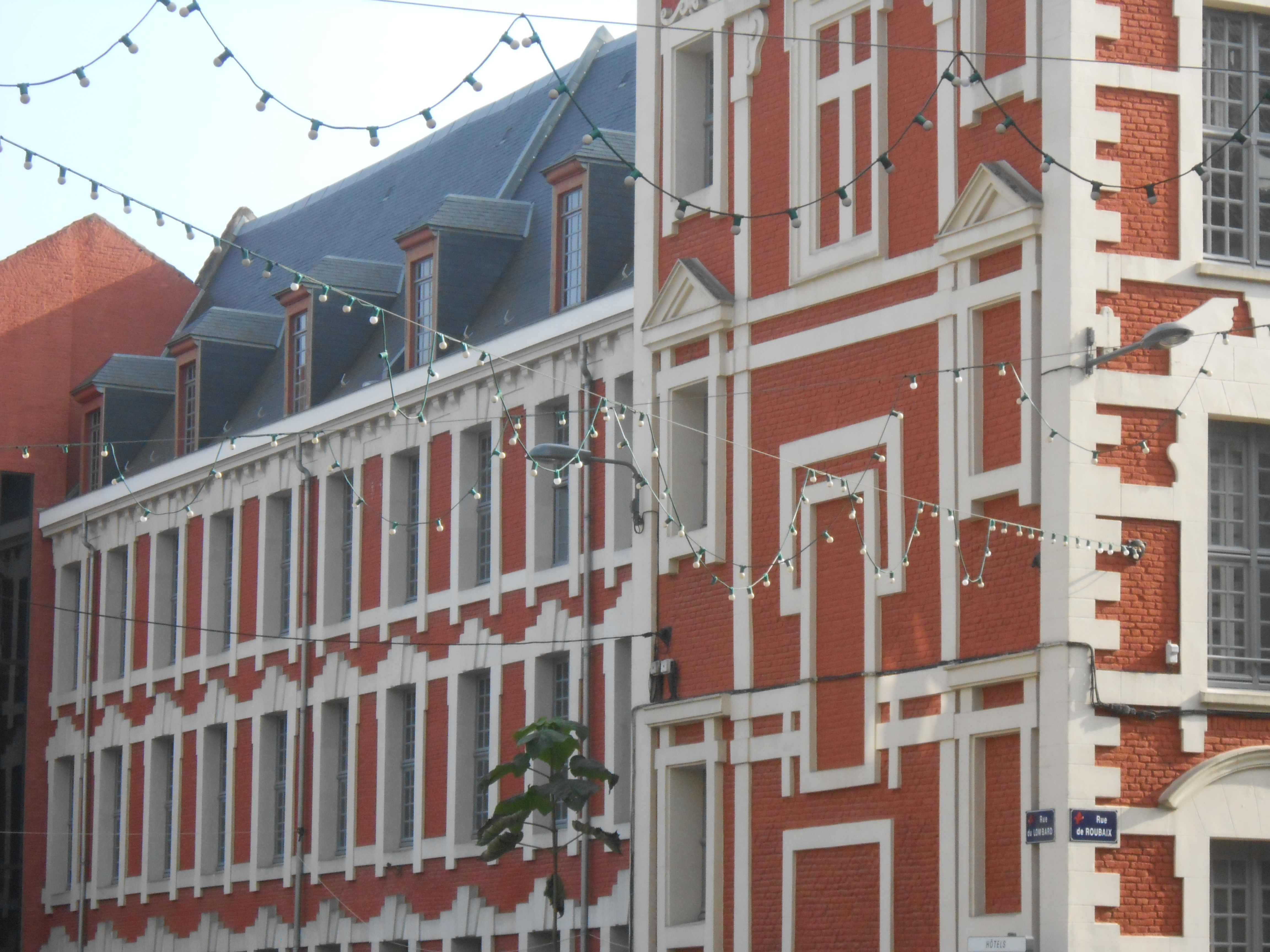
Hôtel du Lombard (École des arts industriels et des mines de Lille.)

Par arrêté du ministre de l'instruction publique et des cultes publié en mars 1857, M. Edmond Bernot, inspecteur de l'enseignement public pour l'arrondissement de Lille depuis 1850 et membre du conseil départemental d'instruction publique en 1855,, « est chargé de la direction de l'école professionnelle de Lille. M. Weil, professeur de mathématiques au lycée de Lille est chargé du cours de physique et de chimie. M. Grawouski (sic), professeur de travaux graphiques au lycée de Lille, est chargé du cours de mathématiques. M. O'Neil-Nesbitt, professeur d'anglais au lycée de Lille, est chargé de l'enseignement d'anglais. » Néanmoins en 1858, le professeur de mathématiques est Alcippe Mahistre, de la faculté des sciences, le professeur de chimie est le pharmacien Victor Meurein et celui de physique est M. Schmeltz, du lycée de Lille, le professeur de comptabilité commerciale est M. Francq et il y a des professeurs de dessin et mécanique, de langues anglaise et allemande et des chefs d'ateliers.
Dès sa réouverture en 1857, le programme est recentré vers un objectif professionnel en aval de celui de l'école primaire supérieure de Lille. Divers déboires et ajustements successifs par le directeur Bernot entre 1857 et 1860 conduisent à l'affirmation d'un objectif nouveau, : « les études sont analogues à celles (…) de l'École centrale ». Cela donne l'occasion au directeur Bernot d'augmenter les frais de scolarité en attirant davantage « les enfants de la bourgeoisie industrielle qui peuvent payer le coût de leur éducation. »

« Encouragé par quelques industriels lillois, Bernot entend créer une véritable école d'ingénieurs sur le modèle de l'École centrale de Paris. Le changement de dénomination de l'école, baptisée École des arts industriels, le barrage du baccalauréat comme condition d'entrée, sont significatifs de ce nouvel état d'esprit. »

— Louis Trenard, Histoire de Lille : du XIXe siècle au seuil du XXIe siècle
Dans le contexte de concurrence internationale à la suite de la signature du traité de libre-échange franco-britannique en janvier 1860, une refonte du programme d'enseignement a ainsi lieu en 1860, associée à un relèvement des critères d'admission à l'École, pour répondre à la demande de la chambre de commerce de Lille afin que les études puissent « se rapprocher davantage de l'École centrale des arts et manufactures » en formant des responsables de production qualifiés. En juin 1860, 200 industriels du département du Nord signent une pétition de soutien à l'École des arts industriels et des mines,, initiée par les notables industriels Scrive, Wallaert et Bernard. « C'est pourquoi, le 15 juin 1860, dans un rapport adressé au préfet, le directeur de l'école proposa de préparer spécialement les élèves aux industries régionales en modifiant profondément les programmes. Ce rapport était accompagné d'une pétition signée par 200 industriels ». « À la suite d'un rapport de son directeur au préfet, d'une pétition signée de plus de deux cent industriels du département, de vœux favorables de tous les conseils d'arrondissement, le conseil général du Nord dans sa session de 1860 décida de modifier les programmes de façon à donner aux élèves après des études classiques ordinaires une instruction spécialement préparatoire aux industries exercées dans le Nord de la France »,. Ce rapport et cette pétition du 15 juin 1860 marquent suffisamment les esprits pour que 102 ans plus tard le préfet du Nord Robert Hirsch y fasse toujours allusion comme témoignage des relations entre l'École et l'industrie.
Après les premiers tâtonnements dans le recrutement de 1854 à 1860, il fut décidé en 1860 que « son but est de donner des connaissances spéciales sur les principales industries du Nord aux jeunes gens ayant reçu l'instruction secondaire ou professionnelle. » « Pour être admis à l'École, il fallait subir un examen sur les matières du baccalauréat ès sciences ou être pourvu du diplôme de ce baccalauréat. » En outre, l'examen d'équivalence du baccalauréat prévu par le décret impérial du 22 août 1854 permettait aussi d'admettre des élèves âgés de seize ans révolus, issus de l'école primaire supérieure de Lille créée en 1838, puis issus de l'enseignement secondaire spécial (classes modernes des lycées, créées à partir de 1865). Il faut attendre la fin de la décennie 1870 pour que soit effective une « année » préparatoire, préalable à l'entrée en première année du cursus des élèves-ingénieurs,.

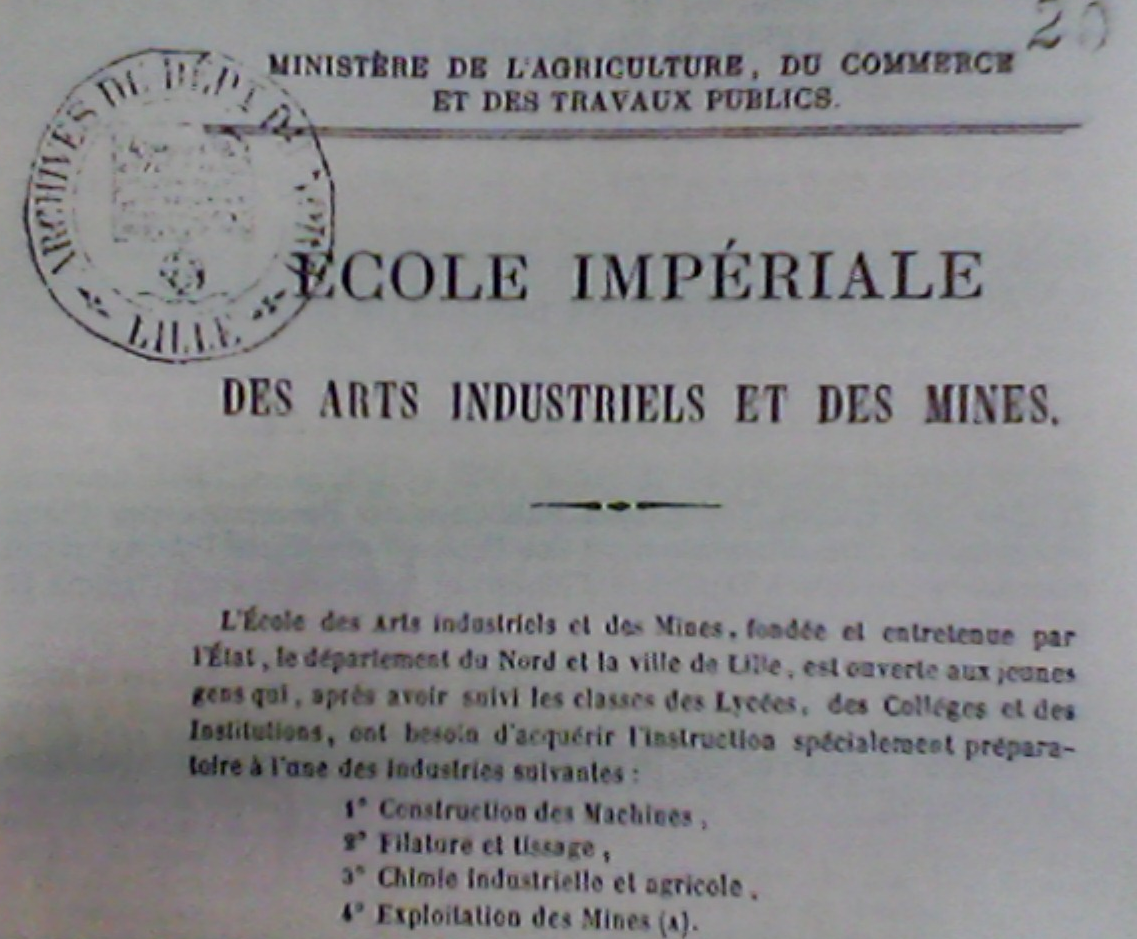
École impériale des arts industriels et des mines (École Centrale de Lille) 1860

Une enquête sur l'enseignement professionnel datée de 1863-1864 indique que « les études y sont analogues à celles des Écoles d'arts et métiers et de l'École centrale. Plus pratique que dans cette dernière, l'enseignement est plus théorique, plus spécialisé dans ses applications, et plus restreint quant à la durée des travaux manuels que dans les Écoles d'arts et métiers. (...) Toutes les fois que la nature des leçons le veut, les élèves sont conduits par les professeurs dans les établissements industriels. (...) Tous les soirs, de huit à neuf heures, les élèves suivent les cours publics de la faculté, où ils voient des expériences que l'École n'a ni le temps ni les moyens de préparer. »
L'École forme en deux ans les fils de familles d'industriels du textile, de la métallurgie et métallerie, des équipementiers ferroviaires et de moteurs à vapeur, ainsi que des brasseurs, raffineurs d'huiles et distilleries sucrières de Lille. « L'École des arts industriels est ouverte aux jeunes gens qui, après avoir suivi les classes des lycées et des institutions, ont besoin d'acquérir l'instruction spécialement préparatoire à l'une des industries suivantes 1° construction des machines ; 2° filature et tissage ; 3° chimie industrielle et agricole ; 4° exploitation des mines », qui sont les piliers de l'industrialisation du Nord de la France. Le programme de première année établit un socle de formation scientifique et technique, avec la chimie et la physique dans leurs applications industrielles, l'algèbre et la géométrie descriptive, le dessin et la mécanique ; en deuxième année, les élèves-ingénieurs sont aussi formés à la comptabilité commerciale, à l'administration des entreprises et à l'économie industrielle. Certains élèves suivent une troisième année optionnelle de spécialisation : en 1863, « les études complémentaires de troisième année comprennent l'exploitation des mines, la métallurgie, la stéréotomie, et une suite à la construction et à l'installation de machines. »
« Il y a un professeur par spécialité, trois professeurs auxiliaires, un préparateur et un chef d'atelier. » « L'enseignement scientifique et les manipulations ont lieu sous la direction et avec le concours des professeurs de la faculté des sciences, un architecte enseigne l'art de bâtir, des conférences ont lieu au musée industriel par les soins du professeur de chimie. Des praticiens sont chargés des travaux d'atelier,. » Outre les connaissances en génie civil et exploitation des mines, mécanique et construction de machines, filature et tissage, fabrication et procédés de la chimie industrielle et agricole, mathématiques, langues, comptabilité et hygiène industrielle, « un des points essentiels de la formation de ces ingénieurs civils de Lille porte sur la connaissance des machines à vapeur,,. Il est délivré un enseignement pratique dans l'école, et la faculté leur délivre un enseignement « d'ordre plus élevé mais non moins pratique » en mécanique appliquée particulièrement. Tous les détenteurs de la chaire de mécanique de la faculté des sciences enseigneront en titre dans cette école,. »

### 1872: réforme des études d'Adolphe Matrot
L'École impériale des arts industriels et des mines avait atteint un pic de 126 élèves à la rentrée de 1869 avant de décroitre à 90 en 1870 et s'effondrer à 26 en 1871 lors de la chute du Second Empire. C'est aussi le cas à la faculté des sciences de Lille. « Bien que la région ait été relativement épargnée des humiliations de la guerre et des déchirements sociaux, la faculté a vécu deux années terribles entre 1870 et 1872 avec une diminution des effectifs et des interruptions de cours et de manipulations. »
Après la guerre à outrance menée tout au long du XVIIIe siècle par le Royaume-Uni insulaire pour la suprématie maritime et coloniale de l'Empire britannique assurant son essor industriel et financier, tandis que la France était la puissance dominant l'Europe continentale, le traité de Paris (1815) avait contraint la France à payer une énorme indemnité de guerre. Le produit intérieur brut du Royaume-Uni industriel et belliqueux avait rattrapé et dépassé celui de la France vers 1830, leur permettant de promouvoir une entente cordiale et une courte parenthèse économique libre-échangiste entre 1860 et 1873, sous le règne de la reine Victoria du Royaume-Uni et de l'anglophile Napoléon III en France, face à l'émergence des États-Unis et à l'industrialisation de l'Allemagne du chancelier Otto von Bismarck. Le produit intérieur brut de l'Empire allemand protectionniste suit la même progression après avoir rançonné la France avec l'indemnité de guerre du traité de Francfort (1871), lui permettant de développer des cartels industriels chimiques et sidérurgiques germaniques, collaborant avec des universités techniques.
En France, « le changement de régime politique, la crise financière et économique des années 1870-80, la transformation de l'industrie sur des bases scientifiques et techniques nouvelles requérant d'autres types de compétences et qualifications, (entraînent) une évolution des structures de l'enseignement technique industriel et commercial. »
Si la création de l'École des arts industriels et des mines était une conséquence de l'essor industriel et des techniques importées d'Angleterre issues d'expérimentations par des artisans entrepreneurs autodidactes, le développement ultérieur de l'École après 1871 s'effectue par rapport à l'organisation universitaire allemande, où les techniques innovantes dérivent d'études scientifiques préalables et nécessitent de grands investissements capitalistiques, notamment dans les domaines de la chimie de synthèse, électrotechnique et électromagnétisme.
La loi du 10 août 1871 relative aux conseils généraux permet une certaine décentralisation des décisions, indépendamment des ministères parisiens. Dès la première session du conseil général du Nord le 15 octobre 1871, le conseiller général Alphonse Bergerot présente le projet de réforme des études à l'École qui prendrait alors « le titre d'École centrale de Lille », proposé par Edmond Bernot et Adolphe Matrot.
« Une commission composée du maire, du président de la chambre de commerce de Lille et de plusieurs industriels fut constituée après la session du Conseil général d'avril 1872 » : cette commission comprend le banquier métallurgiste Édouard Hamoir (membre de la commission permanente du Conseil général du Nord), l'industriel sucrier Henri Bernard (président de la chambre de commerce et membre du Conseil général, chef de file de la bourgeoisie ultra-catholique de Lille), le maire de Lille André Catel-Béghin, le professeur-industriel chimiste et ancien président de la chambre de commerce Frédéric Kuhlmann, les manufacturiers textiles Émile Delesalle et Auguste Scrive Wallaert. Elle mandate le polytechnicien Henri Masquelez, ingénieur-en-chef des ponts et chaussées et directeur des travaux municipaux de Lille, pour produire un rapport sur une nouvelle organisation de l'École. Bernot met en avant son propre rapport en mai 1872, mais c'est le rapport de Masquelez qui est approuvée après délibération du conseil général du département du Nord le 29 août 1872 et séance du conseil municipal de la ville de Lille le 5 octobre 1872.
« Masquelez, devenu directeur, fit appel à Adolphe Matrot, ingénieur des mines, comme directeur des études ». Adolphe Matrot, ingénieur du corps des mines, était professeur de mécanique et d'exploitation des mines à l'École de 1864 à 1872. Il organise la réforme des études de 1872 qui conduit à l'établissement de l'Institut industriel du Nord (IDN) dont il est directeur des études de 1872 à 1878. L'école poursuit alors son essor sous la Troisième République.
L'effectif de l'Institut industriel du Nord (nouvelle dénomination de l'École sous la Troisième République) est de  « 32 élèves lors de la première rentrée scolaire (1872-1873) » dont 15 élèves antérieurement présents à l'École des arts industriels et des mines. Il atteint 83 en un an. « Le chiffre ne cessera d'augmenter pour atteindre 400 à la veille de la guerre de 1914 ».

## Personnalités liées à l'École

### Anciens élèves

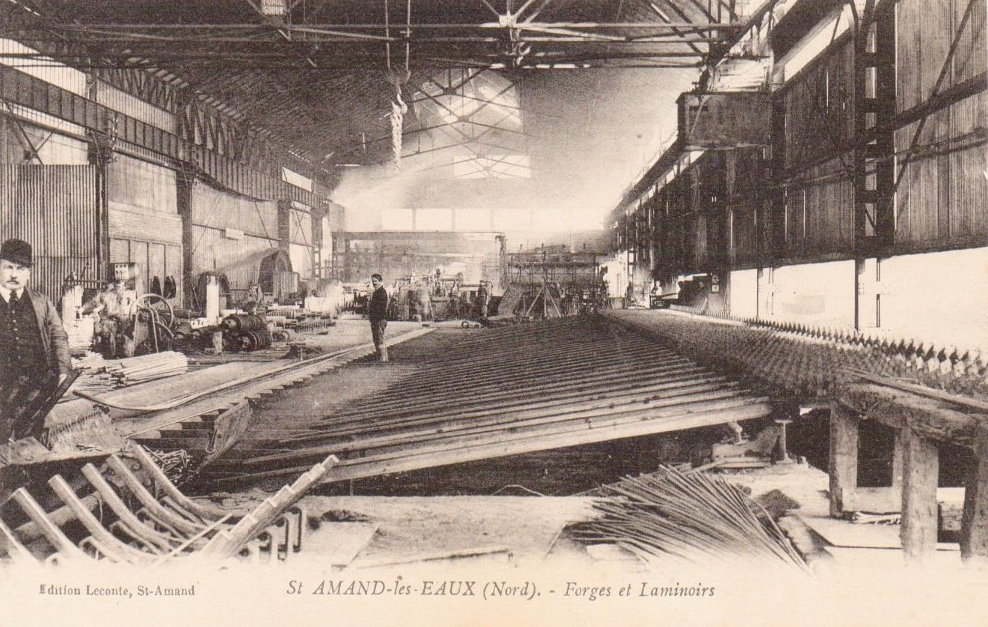
Forges et laminoirs, aciérie de Jules Sirot (1860), député-maire à Saint-Amand-les-Eaux

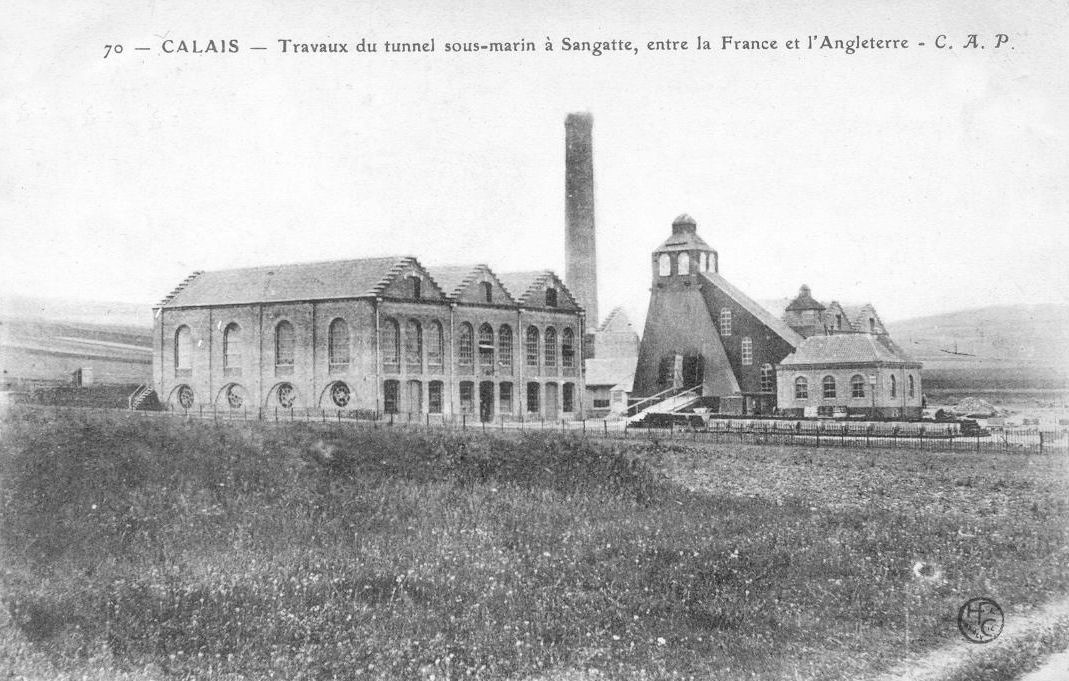
Puits de Sangatte : premiers travaux du percement du tunnel sous la Manche par Ludovic Breton (1861)

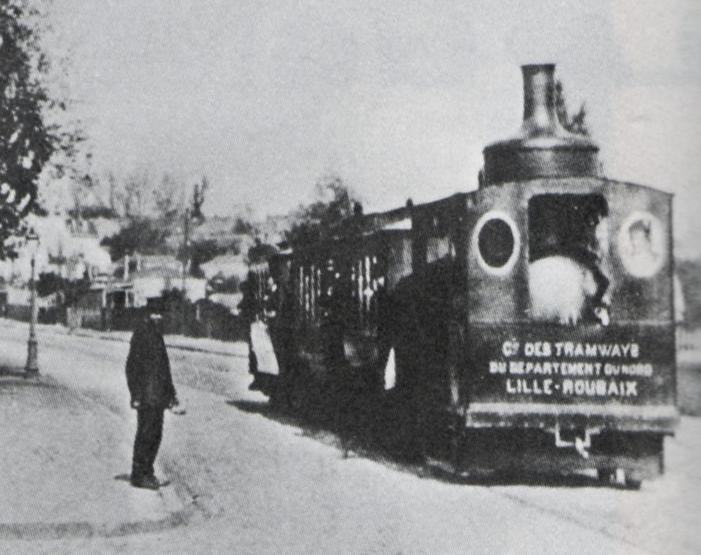
Locomotive Francq à eau surchauffée et tramways à vapeur conçus par Léon Francq (1866), construits par Fives-Lille

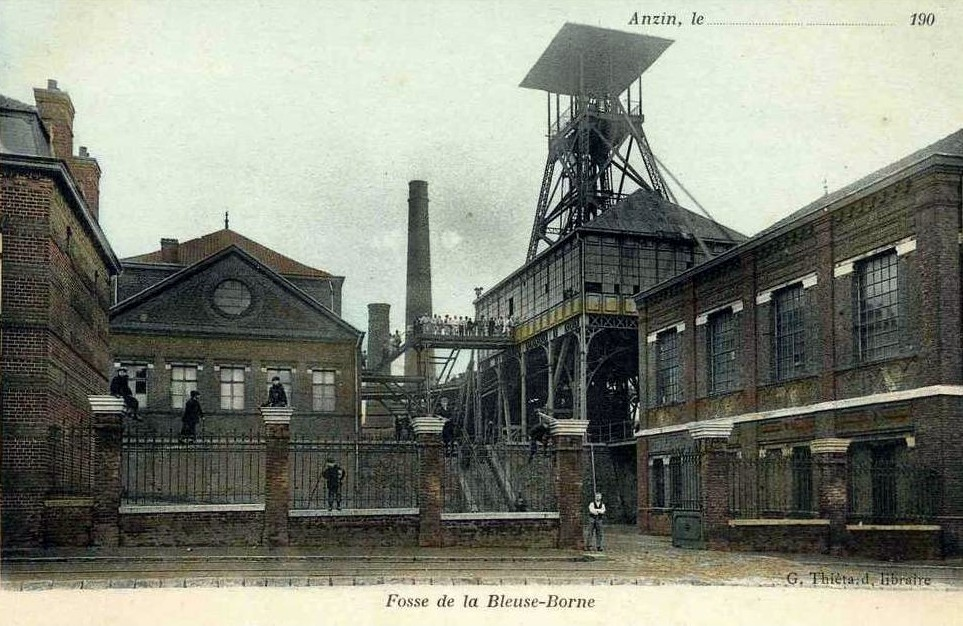
Ernest Boisseau (1867), directeur divisionnaire à la Compagnie des mines d'Anzin

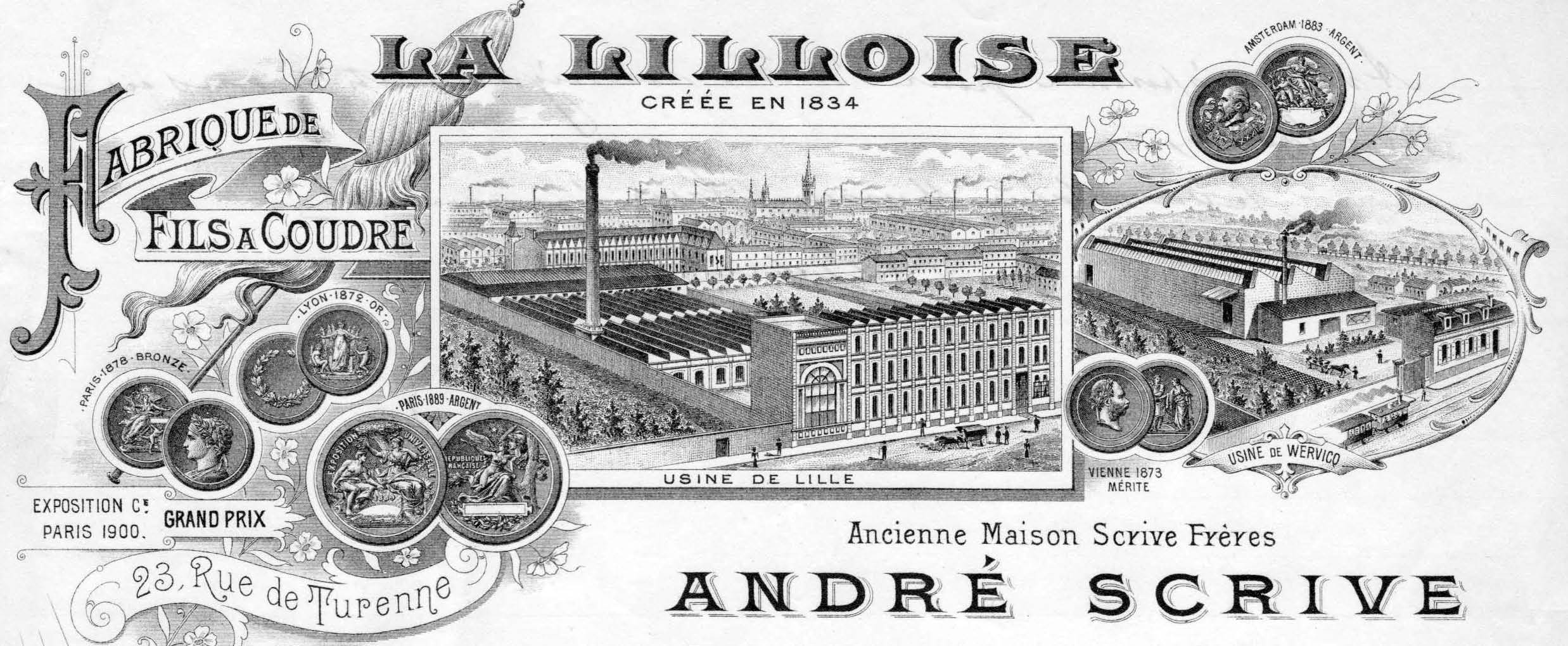
Filature d'André Scrive (1868)

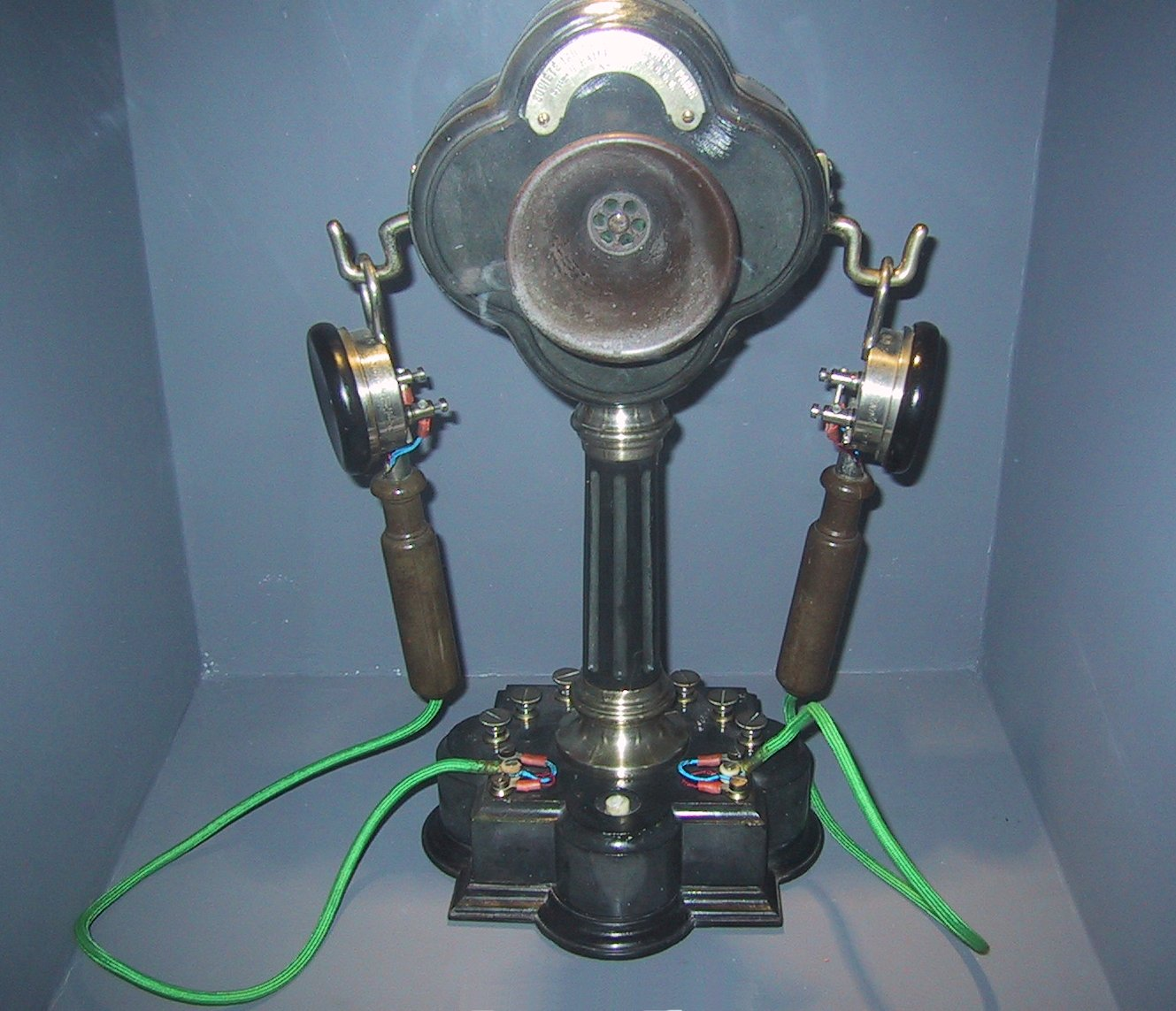
Téléphone de la Société Générale des Téléphones, Alfred Meunier (1871) étant directeur du réseau téléphonique

Les années entre parenthèses correspondent à la promotion de sortie de l'École.
Les anciens élèves des promotions entre 1860 et 1872 sont identifiés dans les annuaires du XIXe siècle de l'association des ingénieurs de l'École centrale de Lille, disponibles pour recherches à la Bibliothèque nationale de France. Dans ses statuts publiés le 13 novembre 1877 et reproduits dans son annuaire publié en 1892, l'« Association amicale des anciens élèves de l'Institut du Nord » indique dans son article 4 : « Sont admis à faire partie de la Société 1°) les anciens élèves de l'Institut ou de l'ancienne École des arts industriels et des mines, en ayant suivi entièrement les cours 2°) ceux qui n'ayant pas achevé leurs études, ont par un travail complémentaire acquis dans le monde une position honorable ».
Les annuaires du XIXe siècle des membres de l'association apportent un témoignage sur les carrières des ingénieurs, tels que Jules Sirot (1860), député et conseiller général du Nord, métallurgiste maître de forges à Saint-Amand-les-Eaux collaborant avec ses neveux , les frères Georges Sirot (1882) et Albert Sirot (1887), eux aussi anciens élèves de l'École et industriels fabricants de boulons à Thiant ; Ludovic Breton (1861), ingénieur-directeur exploitant de mines, qui organise les travaux de percement des premiers kilomètres du tunnel ferroviaire sous la Manche à Sangatte de 1879 à 1883 et est propriétaire-directeur des mines d'Hardinghem avec son fils Eugène Breton (1890), lui aussi ancien élève de l'École ; Désiré Mallet (1862), conducteur des travaux des ponts et chaussées
, puis architecte, directeur de la société de forage et d'exploitation du canal de l'Espierres, professeur à l'Institut industriel du Nord ; Étienne Batteur (1862), directeur de la compagnie d'assurances « La Providence », et fondateur en 1885 d'une maison de secours donnant gratuitement soins médicaux et pharmaceutiques aux ouvriers de Lille ; Jacques Chalon (1864) et René Liébart (1865), directeurs des sucreries et de la distillerie de Bourdon-Aulnat (Puy-de-Dôme) ; Alfred Goblet (1864), directeur d'industrie chimique et textile, architecte de la plus haute cheminée de France (105 m) à l'usine Holden de Croix en 1887, premier président de l'association des anciens élèves ; Léon Francq (1866), inventeur d'une machine à vapeur sans foyer, entrepreneur et créateur des tramways de Paris, de la ligne de chemin de fer électrique Paris-Saint-Germain, du réseau de tramway Électrique Lille-Roubaix-Tourcoing, administrateur de la société des voies ferrées des Alpes françaises, Prix de mécanique Montyon de l'Académie des sciences en 1883 ; Ernest Louis Boissau (1867), directeur divisionnaire à la Compagnie des mines d'Anzin ; Achille Boissau (1870), directeur des mines de l'Escarpelle ; Prosper Clère (1867), raffineur de pétrole à Dunkerque, administrateur délégué de la Société française des pétroles et des forages artésiens ; Gustave Flourens (1867), chimiste, spécialiste de distillerie et des procédés de raffinage sucrier, auteur de livres de chimie analytique, cofondateur de l'association des anciens élèves ; André Scrive (1868) et Paul Scrive (1866), frères associés de la filature La lilloise, fabricants de fil à coudre à Lille ; Charles de Franciosi (1869), militaire de carrière de 1870 à 1904 ; Alfred Meunier (1871), directeur du réseau téléphonique de la Société générale des téléphones (ancêtre de CIT-Alcatel), qui détient une concession du téléphone parisien et des grandes villes de France, jusqu'à la nationalisation du réseau en 1889.

### Professeurs
Le corps professoral comprend des membres de la faculté des sciences, tels que Alcippe Mahistre puis Paul Guiraudet et Émile Gripon pour la mécanique, Auguste Lamy, Charles Viollette et Jean Girardin pour la chimie, des ingénieurs des arts et manufactures tels que Gilbert Lacombe pour les travaux pratiques de chimie analytique et de physique générale, et Treifous pour la filature et le tissage, des polytechniciens ingénieurs des mines tels que Léon Le Verrier puis Adolphe Matrot pour l'exploitation des mines et la physique ainsi qu'Emile Alexandre Evariste Ernotte pour la métallurgie, des anciens élèves des Arts et métiers de Châlons, tels que Émile Boire et Alexandre Baudet chefs d'atelier pour la construction de machines et Albert Cahen, professeur de dessin industriel, et d'autres praticiens tels que le docteur Émile-Louis Bertherand pour l'hygiène industrielle, l'ingénieur Paul Havrez et l'adjoint au maire et docteur en pharmacie Victor Meurein pour la chimie industrielle et agricole,.
En 1866, l'École des arts industriels et des mines comprend 12 enseignants permanents, ainsi que des vacataires de la faculté des sciences de Lille et des industriels, entrepreneurs et chefs d'ateliers.

### Administrateurs
Parmi les notables présents au conseil de surveillance de l'École en 1866, outre le secrétaire général de la préfecture représentant l'État et un conseiller général du département du Nord, figurent Frédéric Kuhlmann, chimiste et ancien président de la chambre de commerce de Lille, André Catel-Béghin négociant-filateur et futur maire de Lille, Édouard Scrive-Debuchy dont les fils André et Paul sont anciens élèves des promotions 1868 et 1866 de l'École des arts industriels et des mines, l'ingénieur diplômé de l'École centrale des arts et manufactures Auguste Wallaert, l'ingénieur constructeur Jules Dequoy, cofondateur de la société de machines à vapeur Legavrian, Dequoy et Cie, le filateur Édouard Agache (fondateur de la S.A. des établissements Agache-fils, administrateur de la Compagnie des chemins de fer du Nord), ainsi que Jean Girardin puis Paul Guiraudet, doyens de la faculté des sciences de Lille et successeurs de Louis Pasteur.

## Tableau chronologique

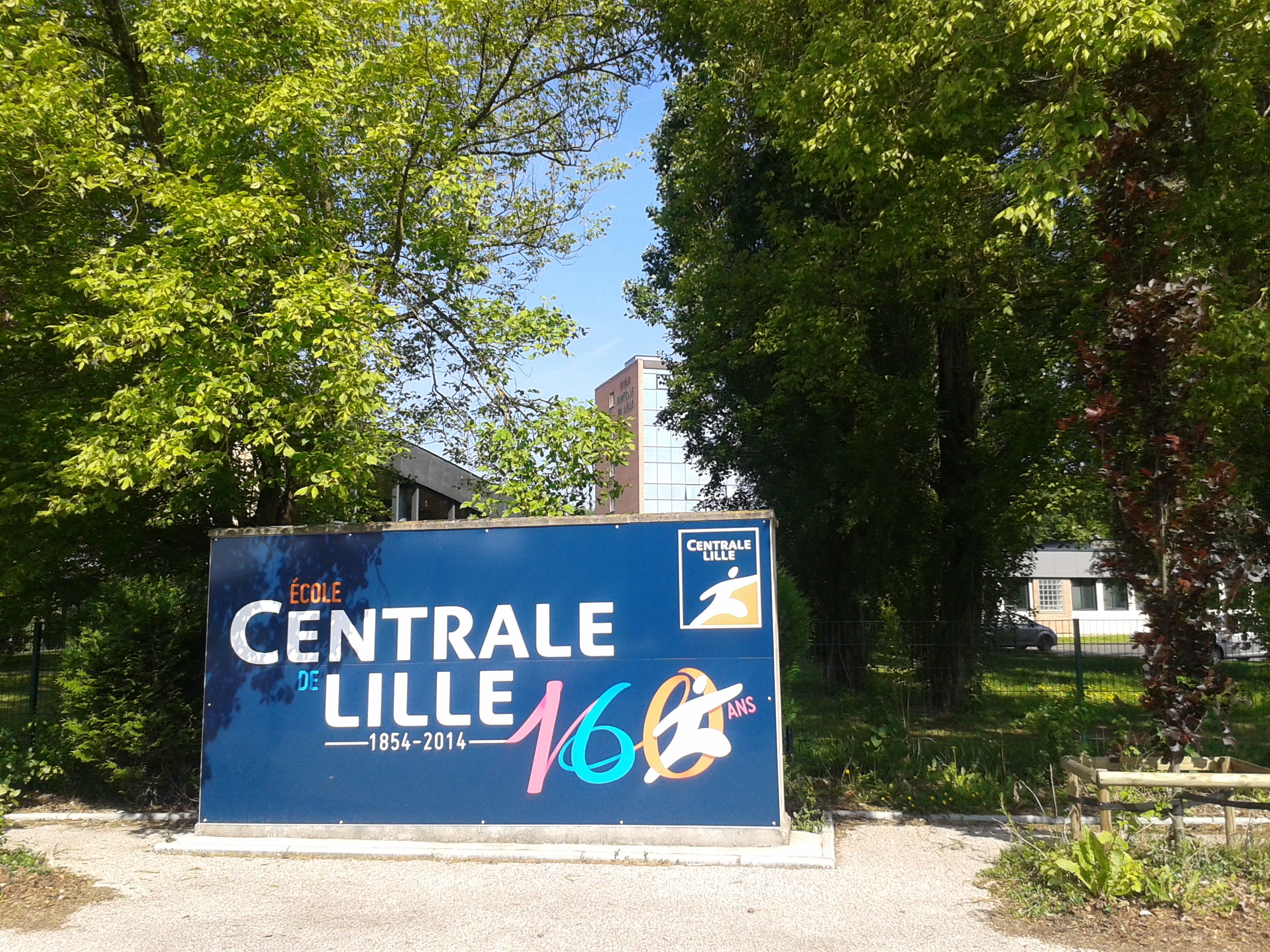
1854-2014 : 160 ans de l'École centrale de Lille

## Sources